# Palazzo Rosso

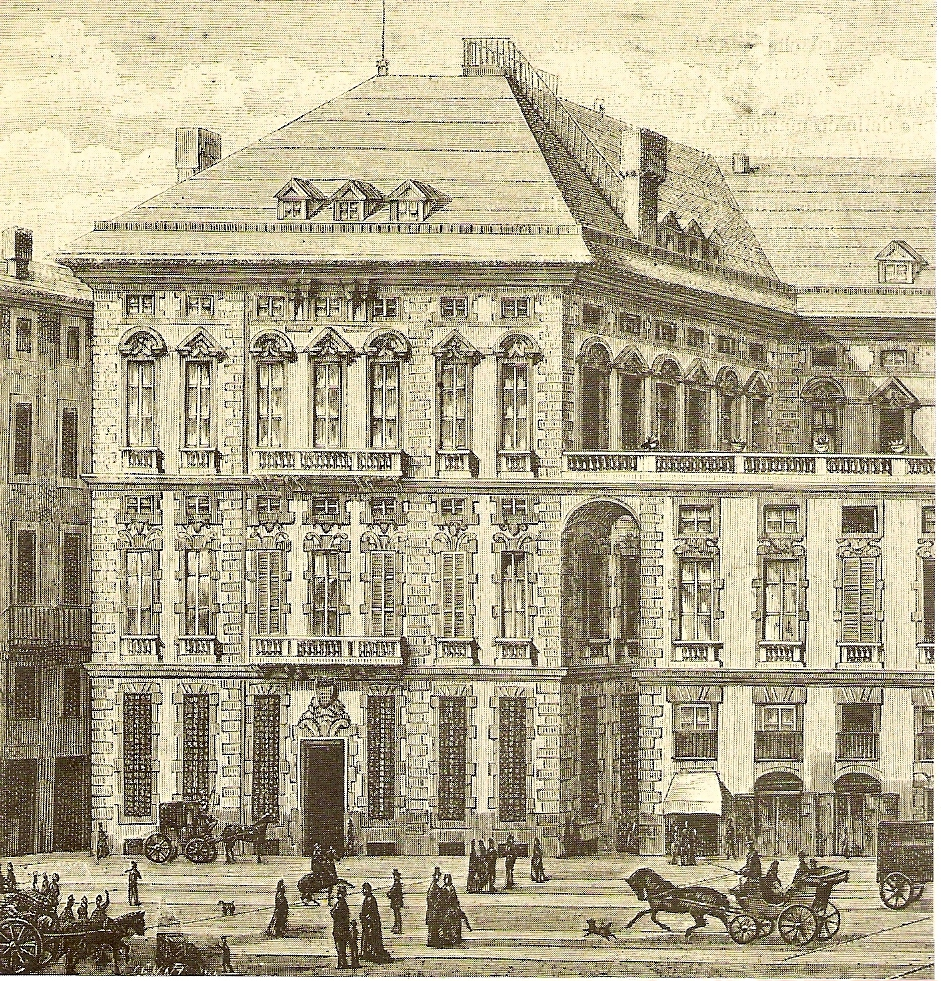
Palazzo Rosso na XIX-wiecznej rycinie

Palazzo Rosso (Czerwony Pałac; pełna nazwa: Brignole Sale Rodolfo e Francesco – Palazzo Rosso) – pałac rodu Brignole w Genui, zbudowany w latach 1671–1677 z inicjatywy Rodolfa i Francesca Brignole Sale. Pozostawał w rękach rodu do 1874 roku, kiedy to został podarowany miastu przez ostatnią jego przedstawicielkę, Marię. Położony przy ulicy Garibaldi, dawnej Strada Nuova został, wraz z innymi renesansowymi i barokowymi pałacami, wpisany w 2006 roku na listę światowego dziedzictwa UNESCO jako Genua: Le Strade Nuove i system pałaców Rolli.
Obecnie pełni funkcję muzeum, tworząc razem z sąsiadującymi z nim Palazzo Bianco i Palazzo Doria-Tursi jeden z najważniejszych w Genui zespołów pałacowo-muzealnych. W jego wnętrzach znajdują się freski pędzla największych włoskim malarzy XVII wieku oraz kolekcja szlachetnych mebli i obrazów, w tym obrazów zgromadzonych w ciągu ponad dwóch wieków przez rodzinę Brignole. Wśród artystów, których płótna są prezentowane pałacowych galeriach znajdują się: Albrecht Dürer, Veronese, Guercino, Bernardo Strozzi, Il Grechetto, Antoon van Dyck i inni.

## Historia i architektura

### XVII–XIX wiek
W 1671 roku bracia Rodolfo i Giovanni Francesco Brignole rozpoczęli budowę swojego pałacu przy oddanej do użytku w 1591 roku Strada Nuova (obecnie via Garibaldi). Pałac zaprojektował przypuszczalnie miejski architekt Pietro Antonio Corradi, a pracami budowlanymi kierował Matteo Lagomaggiore. Budynek opiera się na planie litery U, pochodzącym z typologii stosowanej przez Bartolomea Bianco: pomiędzy dwoma skrzydłami znajduje się wolnostojąca, otwarta loggia wyznaczająca wewnętrzny dziedziniec na planie kwadratu. W centralnej części każdego piano nobile znajduje się salon połączony z loggią, po jego obu stronach rozlokowane są pozostałe pomieszczenia. Corradi zaprojektował obszerny budynek, składający się z trzech głównych części, połączonych pomostami biegnącymi ponad alejkami. Cały kompleks zabudowy posiada od strony głównej ulicy jednolitą elewację, pomalowaną na charakterystyczny czerwony kolor, od którego pałac wziął swą nazwę. Rozwiązanie zastosowane na parterze głównego budynku rozwija pomysły zastosowane już w pałacu Doria-Tursi. Projektant wydłużył hol wejściowy otwierając go na portyk dziedzińca. Powtórzył też układ loggia – salon w odniesieniu do piano nobile. Takie zastosowanie wysokich, otwartych galerii było charakterystyczne dla miejscowego budownictwa okresu renesansu. Rozwiązanie to było powtarzane w szlacheckich domach XV wieku, w których dziedziniec wewnętrzny służył przede wszystkim do polepszenia warunków przewietrzania i doświetlenia budynku. Ponadto galerie pełniły ważną funkcję komunikacyjną. Na galerie i dalej do pokoi prowadziła boczna klatka schodowa. Genueńscy budowniczowie potrafili połączyć własne pomysły z najbardziej oryginalnymi zdobyczami szkoły manierystycznej, a potem z architekturą obszernych wnętrz, charakterystycznych dla XVII wieku. Rodolfo zamieszkał na drugim piano nobile, zaś Gio. Francesco na pierwszym, ale gdy w 1683 roku ten pierwszy zmarł nie pozostawiwszy po sobie męskiego potomka, jego brat stał się jedynym właścicielem rezydencji. Przeniósł się na drugie piano nobile, odkupił portrety rodziców siostrzenicy Paoli, żony Carla Spinoli i rozpoczął dekorowanie swoich nowych apartamentów freskami. Do dekoracji wnętrz wynajął znanych genueńskich malarzy. W pierwszy etapie prac, datowanym na lata 1679–1694, uczestniczyli Domenico Piola i Gregorio De Ferrari, a później również syn Domenica, Paolo Gerolamo Piola; w pracy wspierali ich kwadraturzyści i sztukatorzy. Ściany salonu pokryli perspektywicznymi malowidłami artyści bolońscy, Enrico i Anton Haffnerowie. Znajdujący się na suficie fresk Gregoria De Ferrari, został zniszczony w wyniku bombardowań ostatniej wojny.
Wiosną 1691 roku rozpoczęto drugi etap prac dekoracyjnych, które tym razem objęły stronę zachodnią. Giovanni Andrea Carlone namalował freski Życie człowieka i Sztuki wyzwolone, a kwadratury pod nie – Antonio Haffner. Ostatnią salę pomalował w całości Bartolomeo Guidobono, którego fresk na suficie Kuźnia Wulkana został zniszczony i zastąpiony w 1736 roku malowidłem Młodość poddana próbie Domenica Parodiego. Prace dekoracyjne były kontynuowane aż do połowy XIX wieku, w tym samym czasie powstała również i została rozbudowana kolekcja obrazów rodu Brignole Sale, między innymi dzięki staraniom teścia Gio. Francesca I, Giuseppe Marii Durazzo. Kontynuatorem artystycznego patronatu Gio. Francesca I był jego wnuczek Gian Francesco Brignole Sale II. Do dekoracji elewacji Palazzo Rosso i sąsiedniego pałacyku wynajął architekta Francesca Cantone. W efekcie w 1746 roku elewacja zyskała swój obecny wygląd z charakterystycznymi głowami lwów umieszczonymi nad oknami obu piani nobili, a nawiązującymi do heraldyki rodu Brignole – lwa prężącego się pod drzewem śliwkowym (noszącym w dialekcie genueńskim nazwę brignole). Misja dyplomatyczna, którą pełnił w Paryżu między 1737 a 1739 rokiem Gian Francesco Brignole Sale II, dała mu możliwość zapoznania się z panującym wówczas stylem regencji; zamówił on u malarza Hyacinthe’a Rigauda portrety własny oraz swojej małżonki, natomiast po powrocie do Genui zlecił odnowienie wnętrz i ich wyposażenia zgodnie z nową modą. Prace objęły mezzanino między pierwszym i drugim piano nobile. Ukoronowaniem mecenatu artystycznego stał się w 1746 roku wybór Gian Francesca II na dożę Genui. w 1783 roku, za czasów Antona Giulia III Brignole Sale, nad drugim piano nobile zbudowano nowy apartament.

#### Palazzo Rosso własnością miasta Genua
Po śmierci Antonia Brignole Sale pałac odziedziczyła jego najstarsza córka, Maria, żona Luigiego Raffaele De Ferrari, bardziej znana w Genui jako księżna Galliery. Gdy zorientowała się, że jej syn Filip nie wykazuje skłonności do zainteresowania się dziedzictwem i tradycją rodziców, postanowiła w styczniu 1874 roku podarować pałac wraz ze znajdującą się w nim kolekcją dzieł sztuki swemu miastu.

### XX wiek
W październiku 1942 roku budynek doznał w wyniku zbombardowania bardzo poważnych i nieodwracalnych uszkodzeń, które dotknęły, między innymi, salę na piętrze z dużym freskiem Gregoria De Ferrari. W latach 1953 i 1961 architekt Franco Albini, za radą dyrektora Cateriny Marcenaro, wykonał i zrealizował projekt restauracji pałacu przywracając mu, poprzez usunięcie XIX-wiecznych nadbudówek, pierwotny wygląd. W wyniku prac restauracyjnych przestrzeń wystawiennicza wzrosła ponad dwukrotnie; urządzono na nowo ekspozycję zbioru obrazów dołączając do niego zbiory nie wchodzące w skład historycznego zasobu, takie jak ceramika i kolekcja numizmatyczna, przechowywane przedtem w innym miejscu. Przy tej okazji zorganizowano również ekspozycję kolekcji tkanin, pochodzących z różnych źródeł. Ponadto uporządkowano mezzanino, zbiory rysunków i grafiki oraz kolekcję topograficzną i kartograficzną.

Fotografie Paola Montiego dokumentujące restaurację z lat 1953–1961
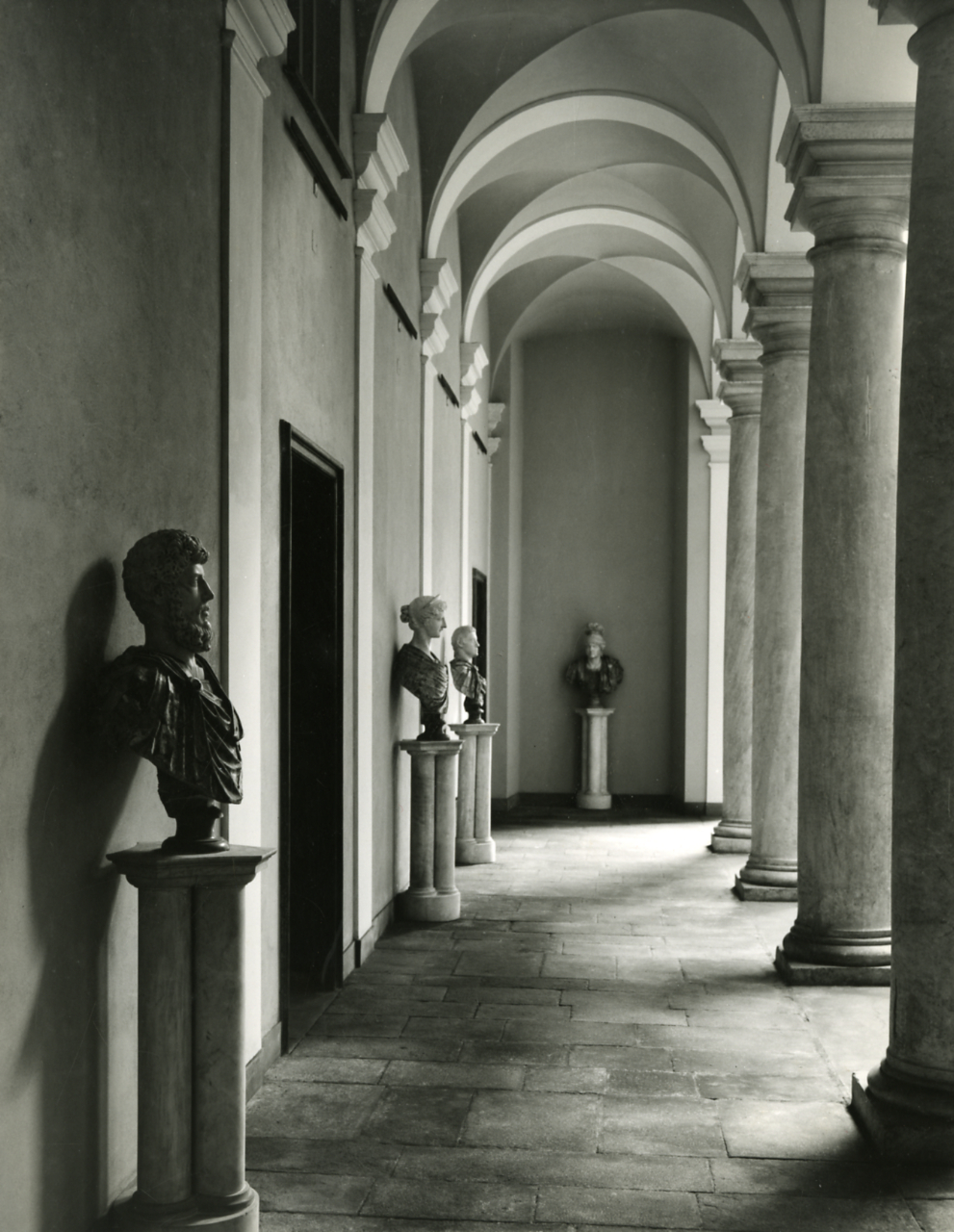
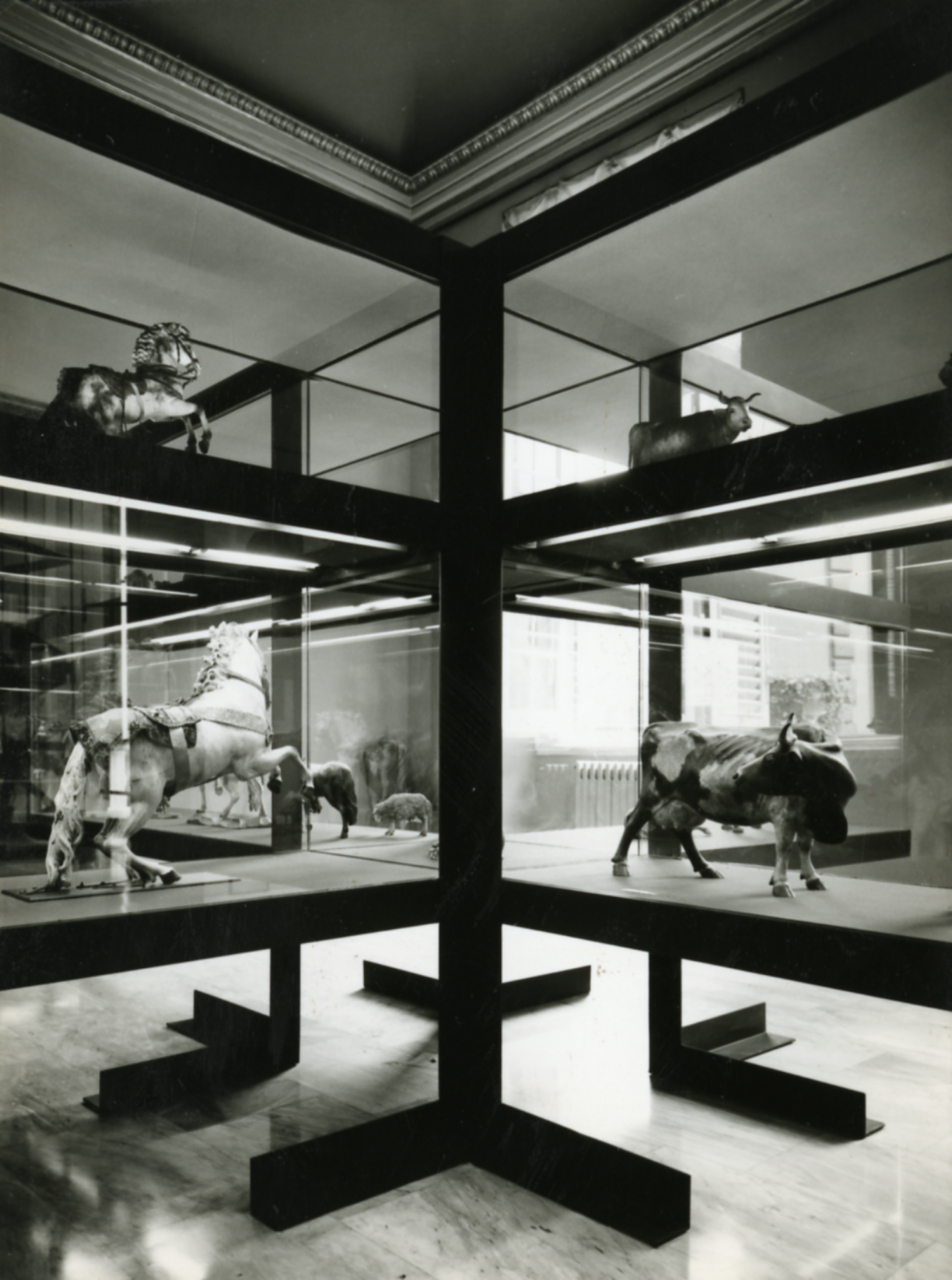
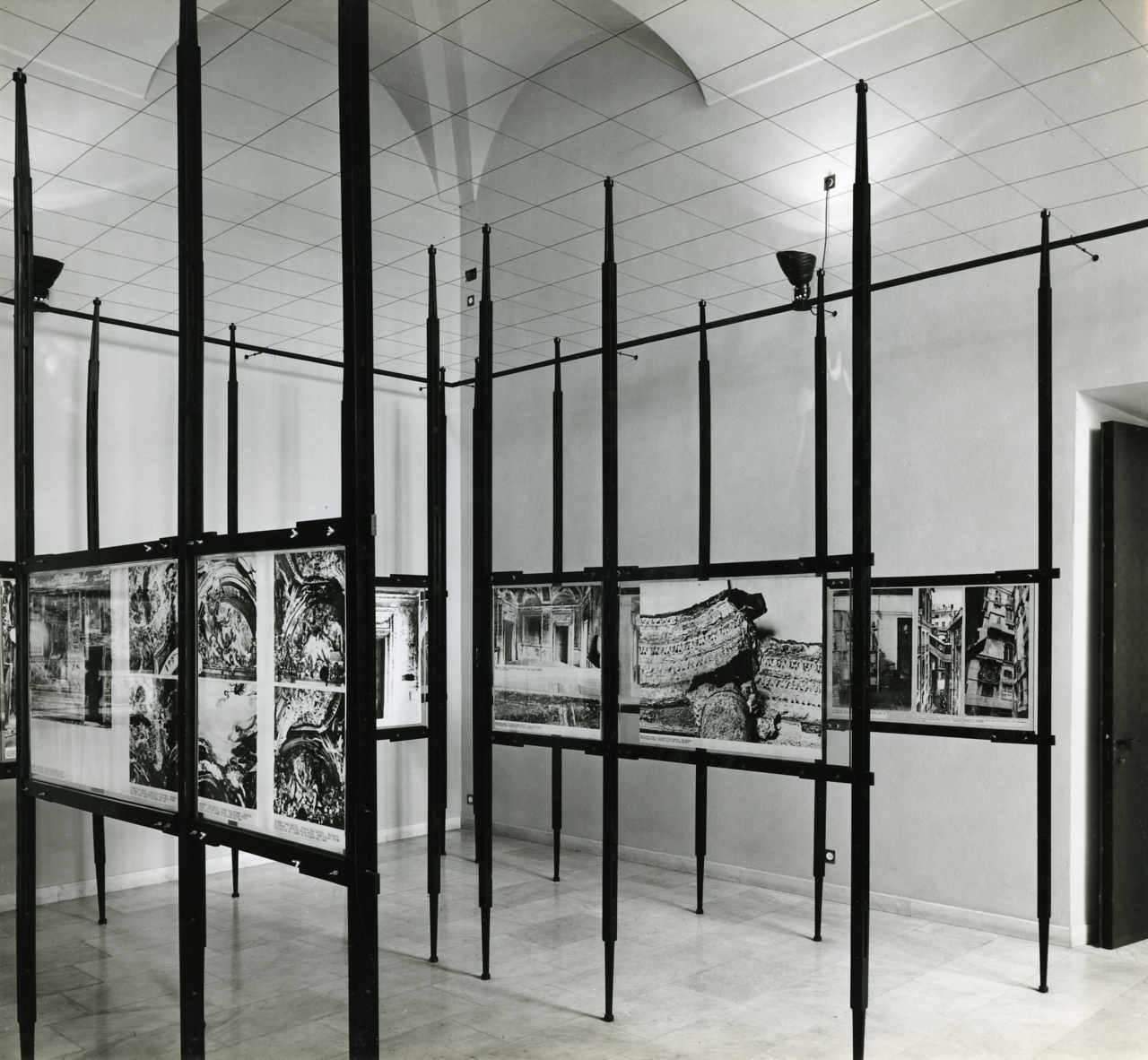
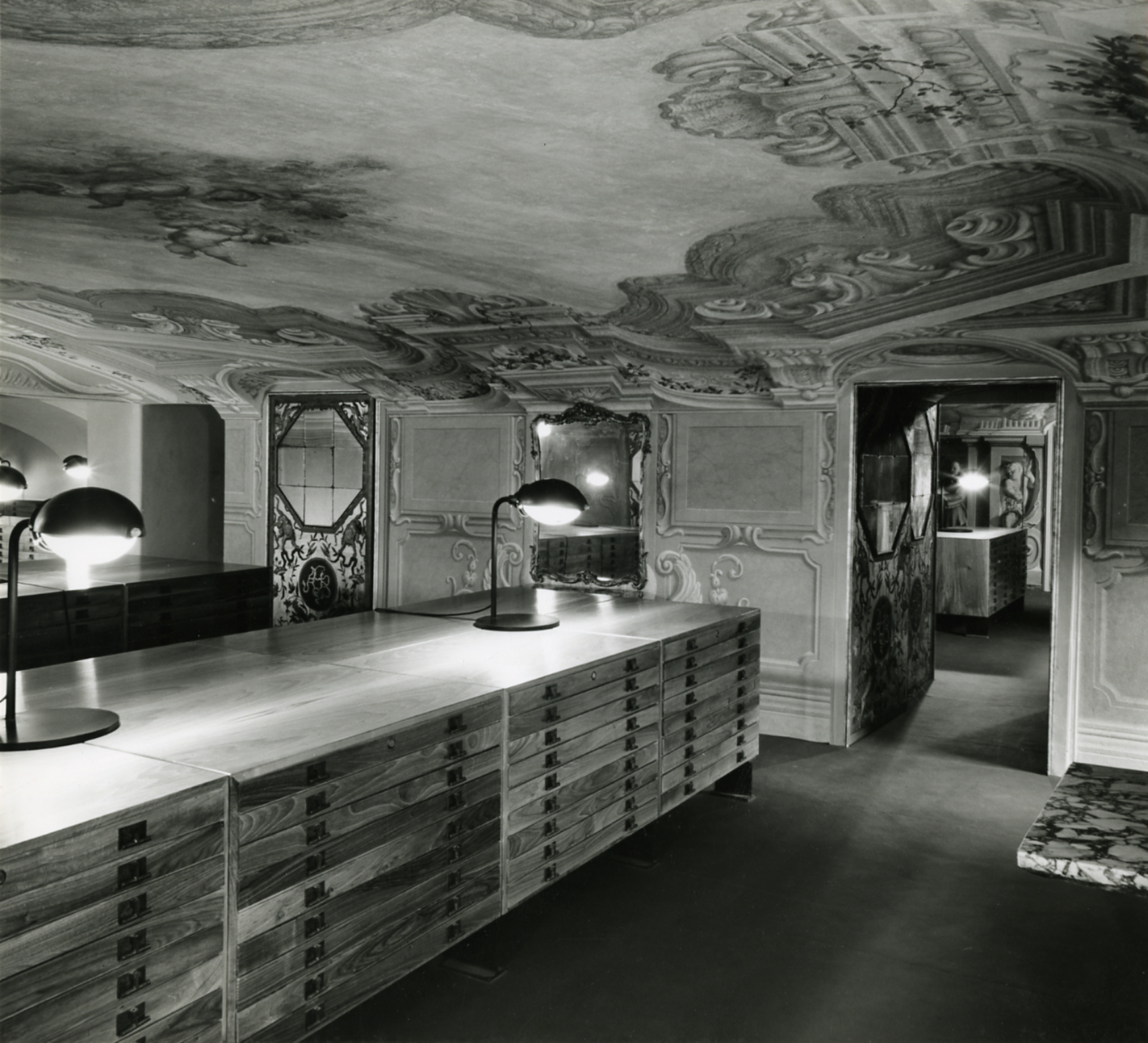
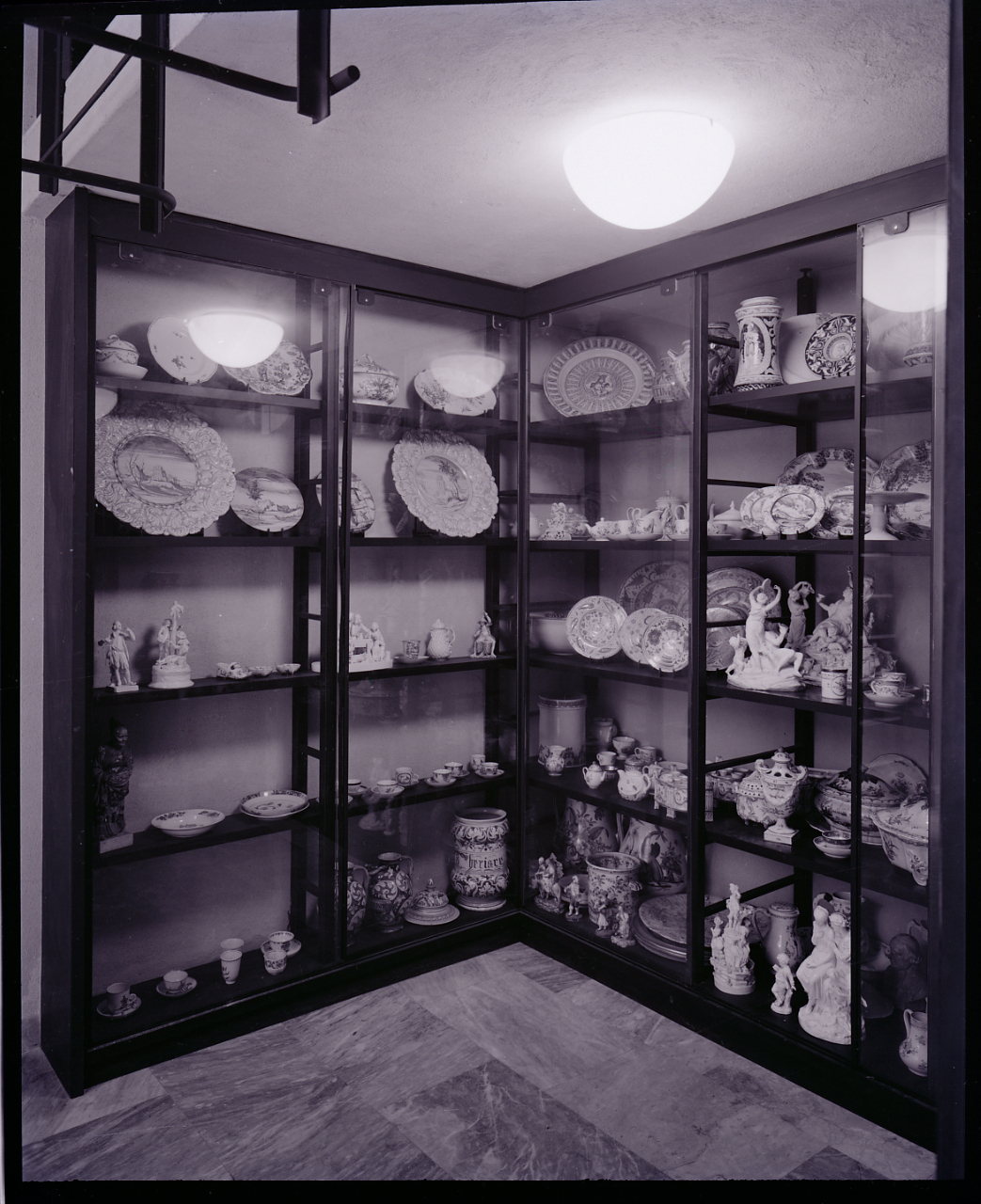
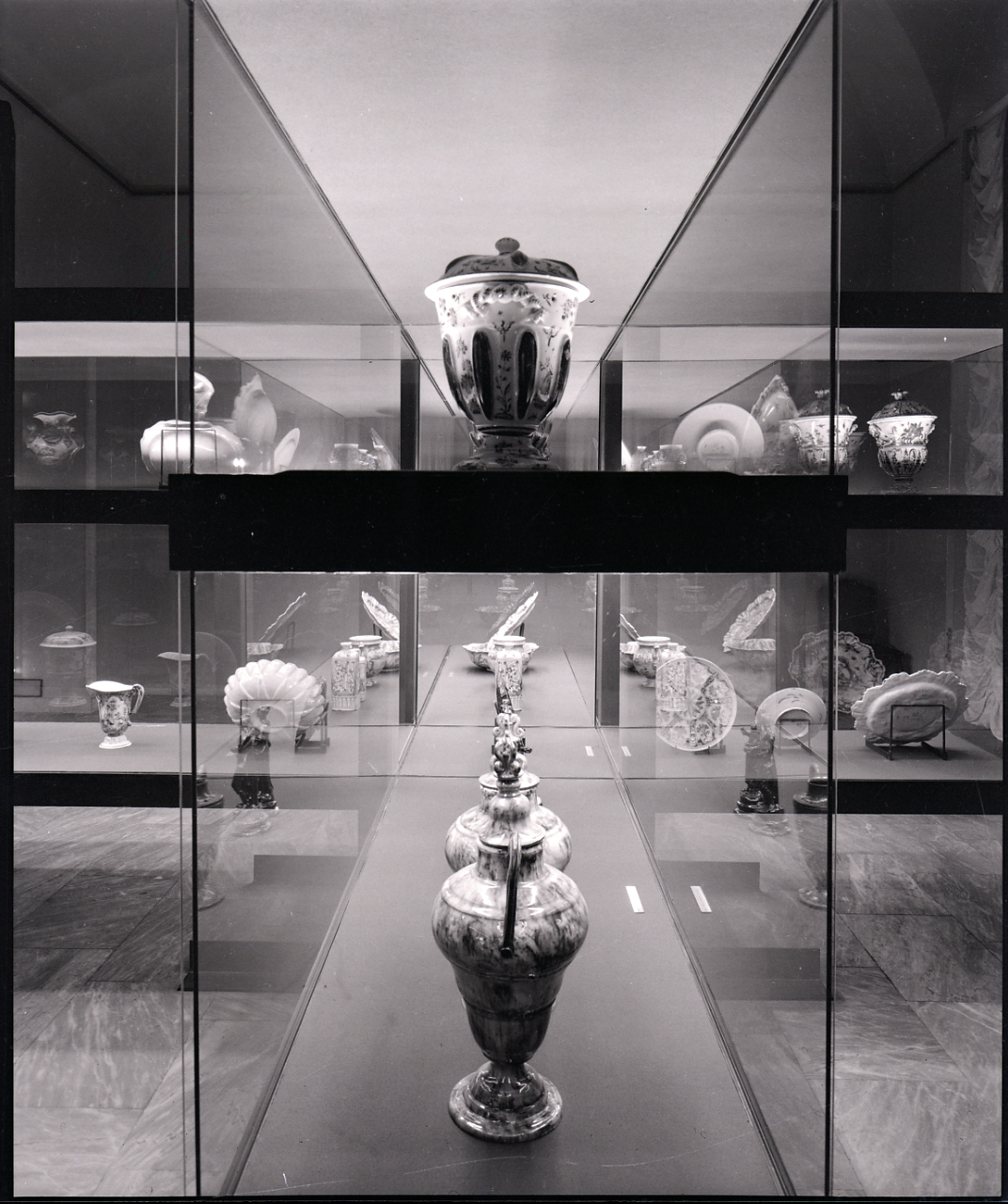
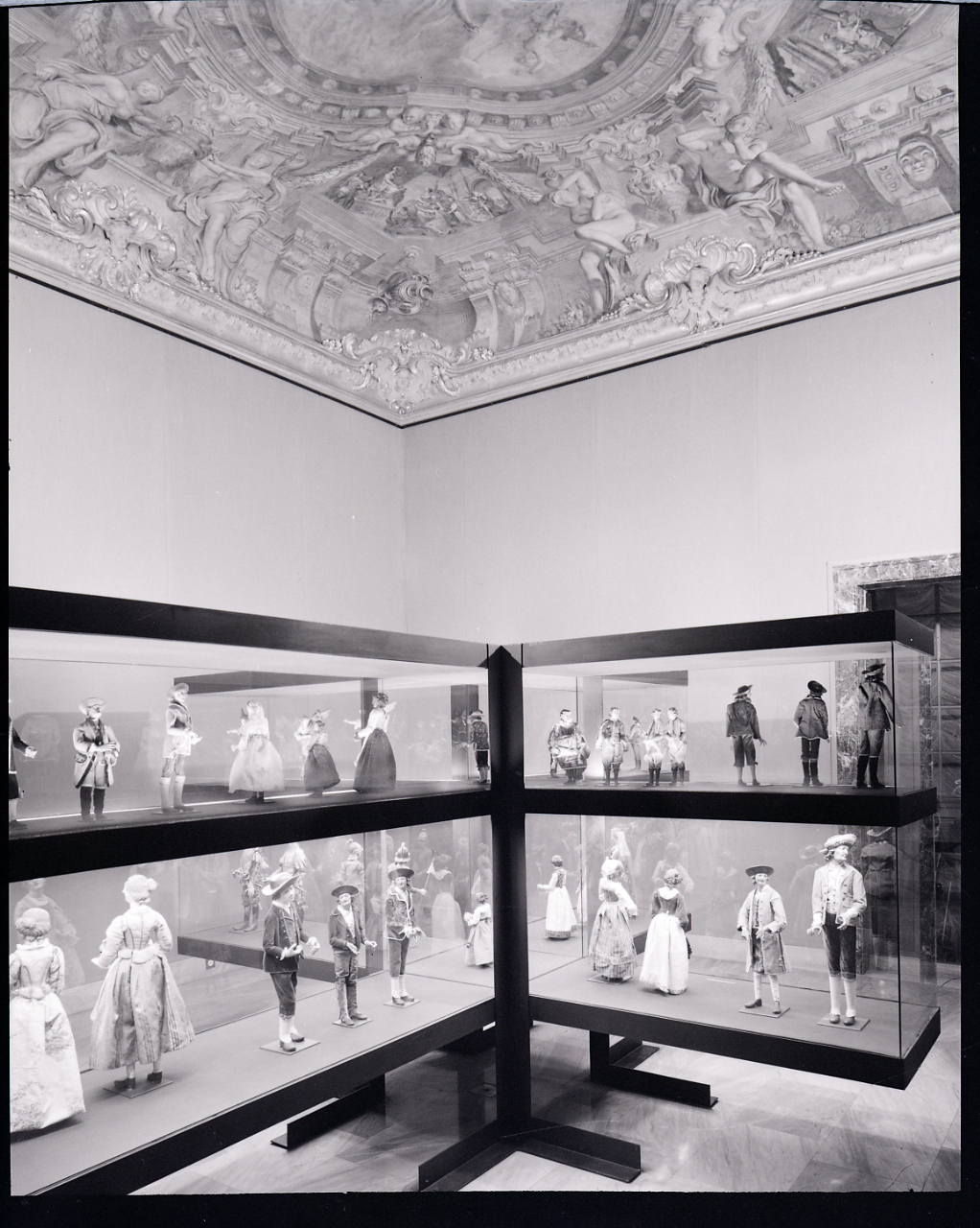
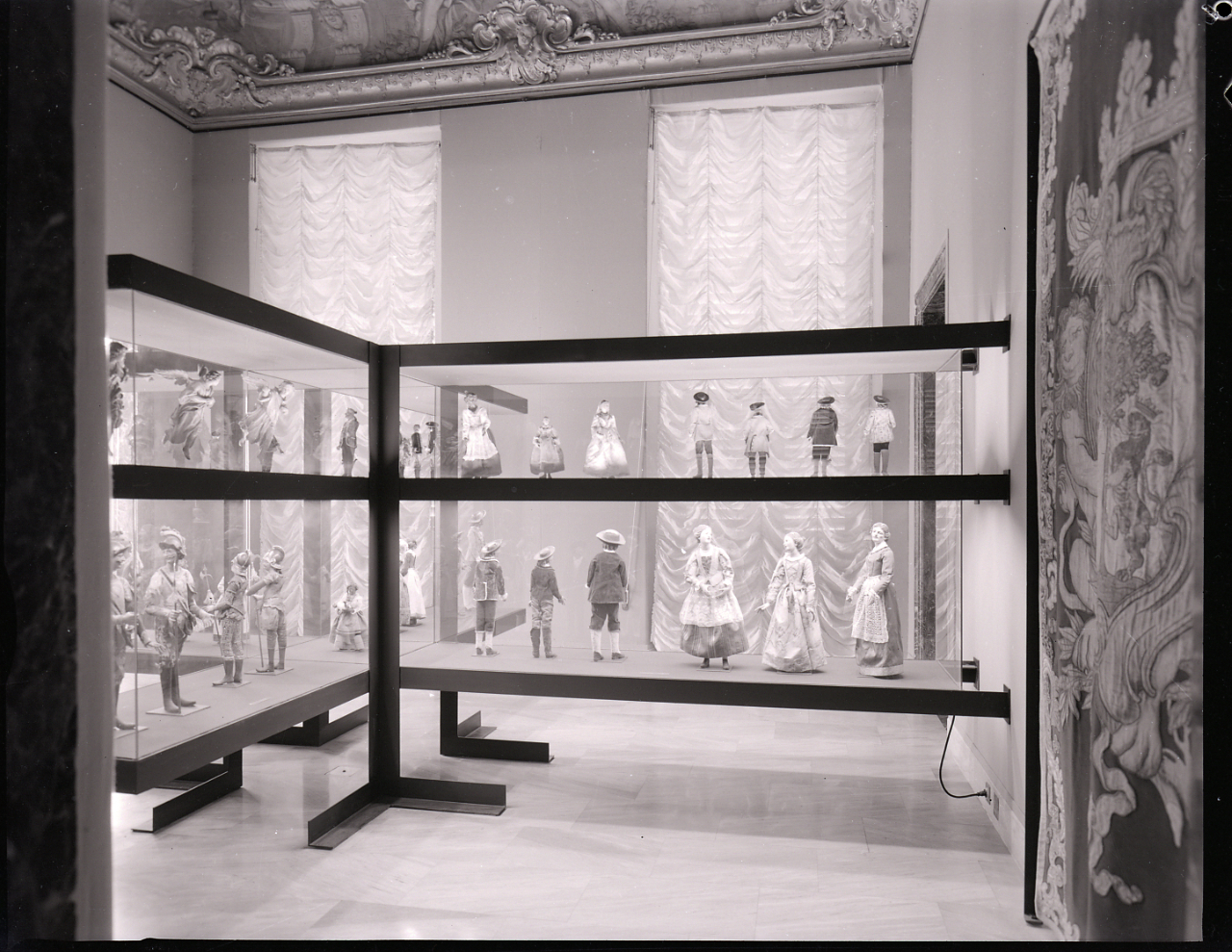
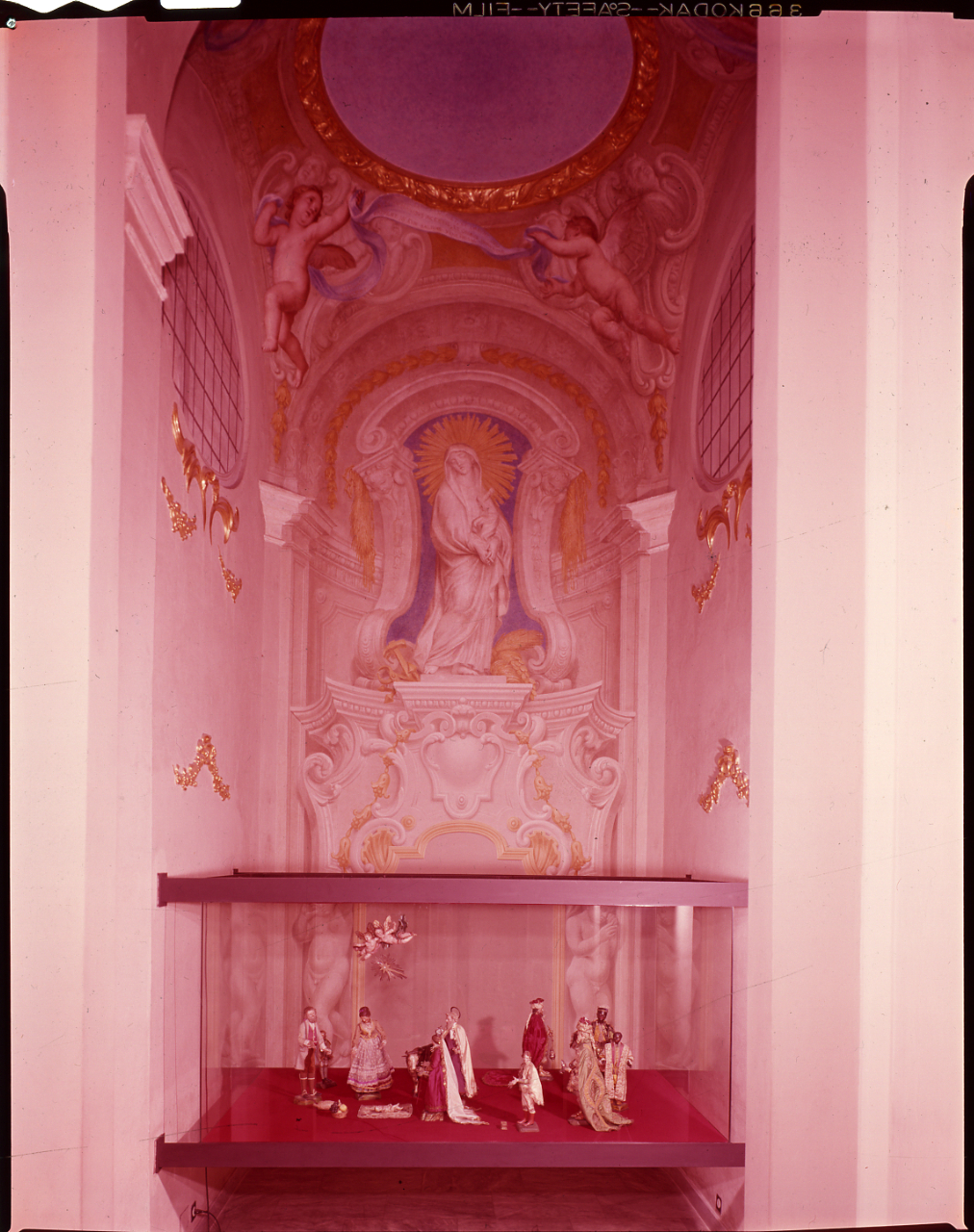
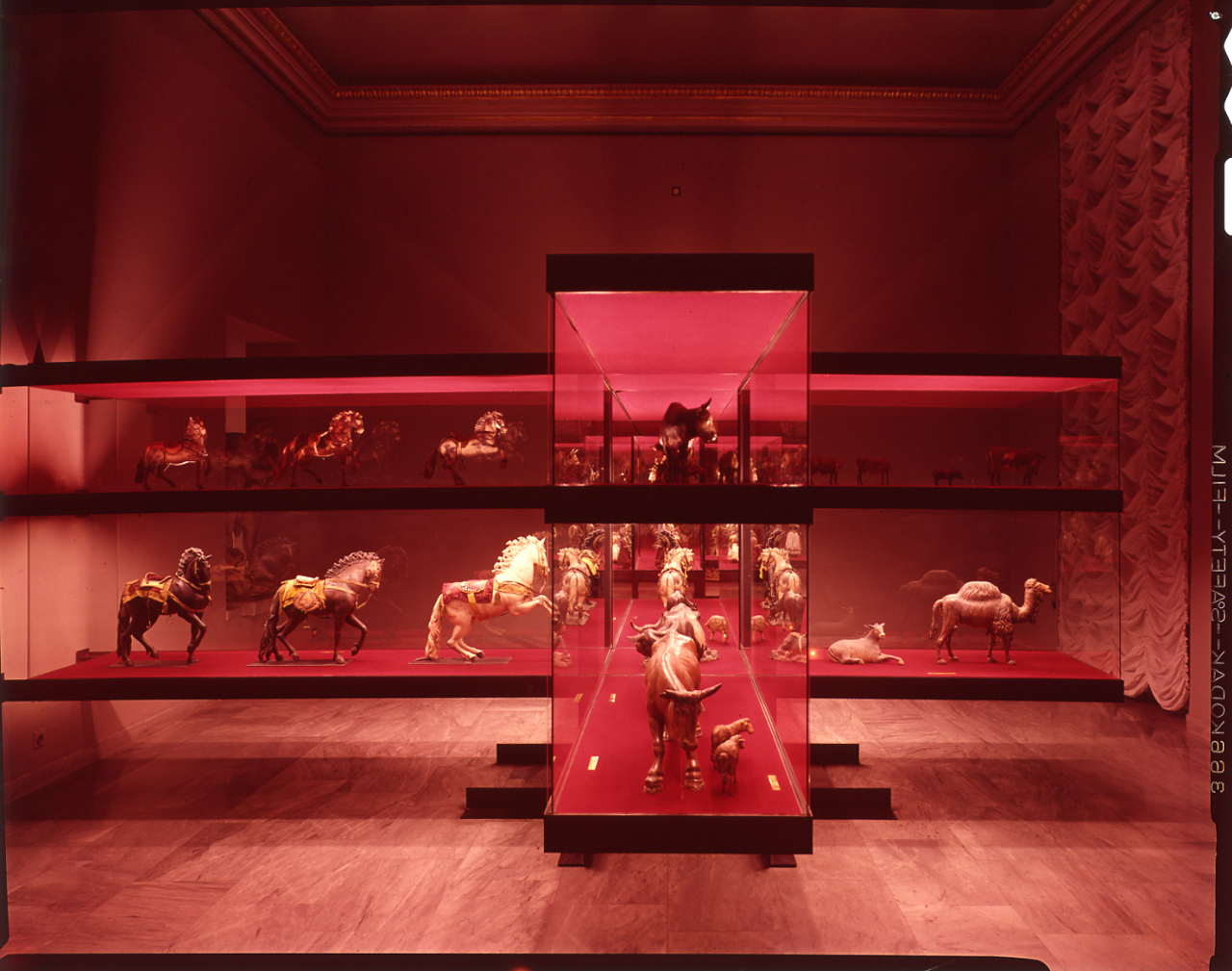

Po 1992 roku uporządkowano na nowo zbiory, zwracając szczególną uwagę na wszystkie dzieła sztuki należące do kolekcji Brignole-Sale, przeniesione przedtem do Palazzo Bianco, częściowo w depozyt. W testamencie księżnej Galliery znalazł się zamiar przeznaczenia jej pałacu do użytku publicznego z nastawieniem na rozbudowę istniejącej kolekcji dzieł sztuki w celu stworzenia w ten sposób zalążka muzeum miejskiego.

### XXI wiek
W pierwszych latach XXI wieku Gmina Genua rozpoczęła we współpracy z architektem Corradem Anselmim, dyrekcją Musei di Strada Nuova oraz Eugeniem Labate, odpowiedzialnym za iluminacje kolejny etap rewaloryzacji muzeów Strada Nuova, w tym Palazzo Rosso i jego zasobów. Było to możliwe dzięki finansowemu wsparciu fundacji Compagnia  di San Paolo, która wydała na rzecz projektu „Strada Nuova” około 11 milionów euro, z czego ponad 8 na rzecz Palazzo Rosso. W pierwszym etapie dokonano restauracji dwóch najstarszych sal położonych na drugim piano nobile: Sala dell’Autunno (freski na suficie i na ścianach, odrestaurowanie XVII-wiecznej kolekcji obrazów) oraz Loggia delle Rovine. Obie sale zostały otwarte dla publiczności w maju 2013 roku.

## Zbiory
W sali na pierwszym piano nobile ustawiono w pobliżu trzech obrazów Gregoria De Ferrari duże, drewniane lustro w pozłoconych ramach, wykonane przez Filippa Parodiego dla rodziny Brignole około 1600 roku. W dwóch innych pomieszczeniach zebrano rzeźby satyrów, syren i herm wykonane z pozłacanego drewna przez tego samego artystę. Pierwsza seria dekoracji na drugim piano nobile wykonana została w latach 1687–1689, wkrótce po ukończeniu budynku, W czterech następujących po sobie salonach Gregorio De Ferrari i jego teść, Domenico Piola pokryli sklepienia freskami: Alegoria wiosny i lata w pokojach nr 13 i 14 (De Ferrari) oraz Alegoria jesieni i zimy  w pokojach 15 i 16 (Domenico Piola). W południowej loggii syn Domenica, Paolo Gerolamo Piola namalował Ruiny Świątyni Diany. W drugiej serii dekoracji, począwszy od 1690 roku, nadal kontynuowano tematykę alegoryczną: Giovanni Andrea Carlone – Życie człowieka (pokój 18) i Sztuki wyzwolone (pokój 19).
W pałacowych wnętrzach znajduje się ponadto kolekcja szlachetnych mebli i obrazów, w tym obrazów zgromadzonych w ciągu ponad dwóch wieków przez rodzinę Brignole. Wśród artystów, których płótna są prezentowane pałacowych galeriach znajdują się: Albrecht Dürer, Veronese, Guercino, Bernardo Strozzi, Il Grechetto, Antoon van Dyck i inni.
Z pałacowych tarasów rozciąga się widok na historyczne centrum Genui.

### Wnętrza

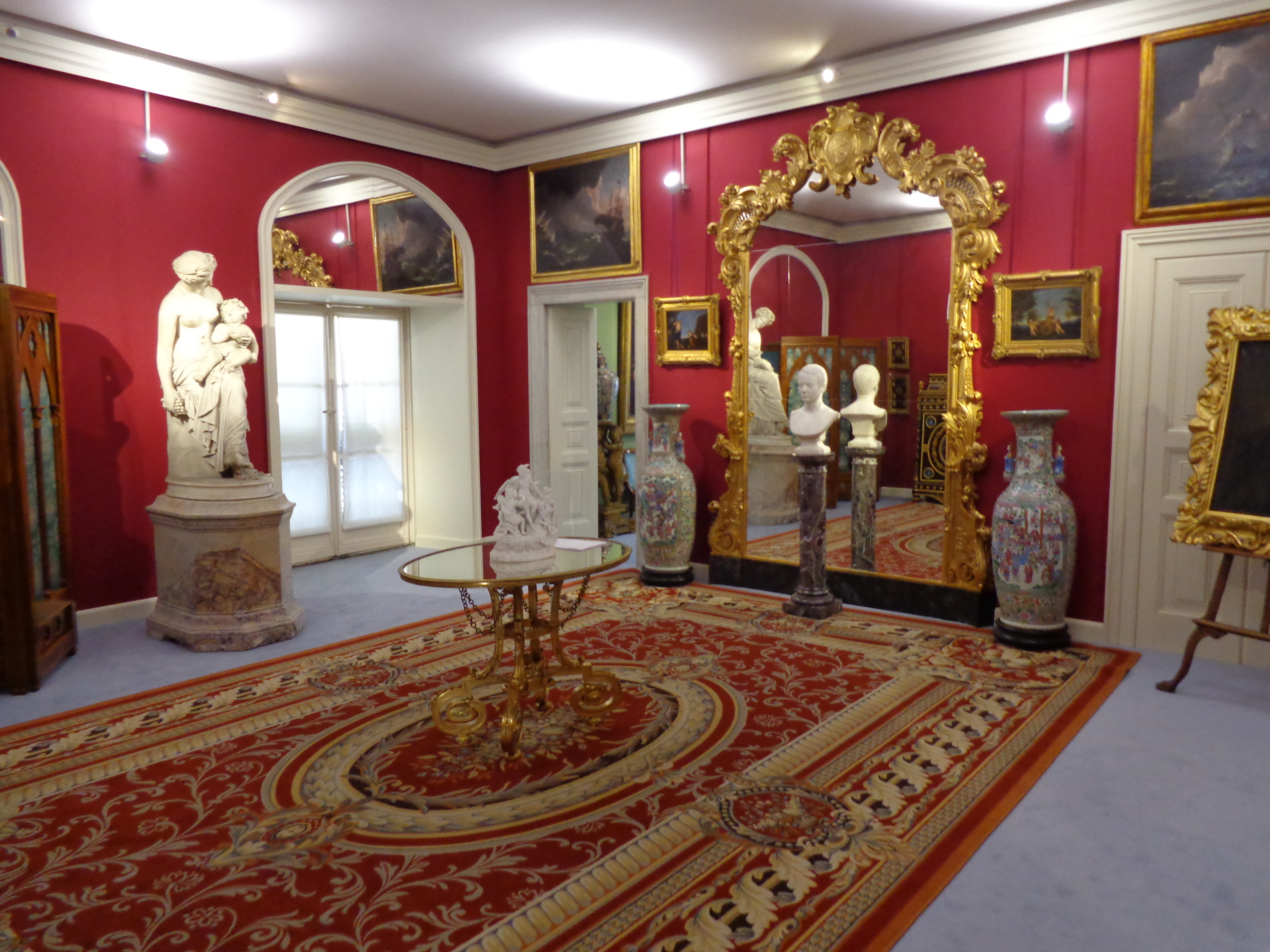
Apartament księżnej
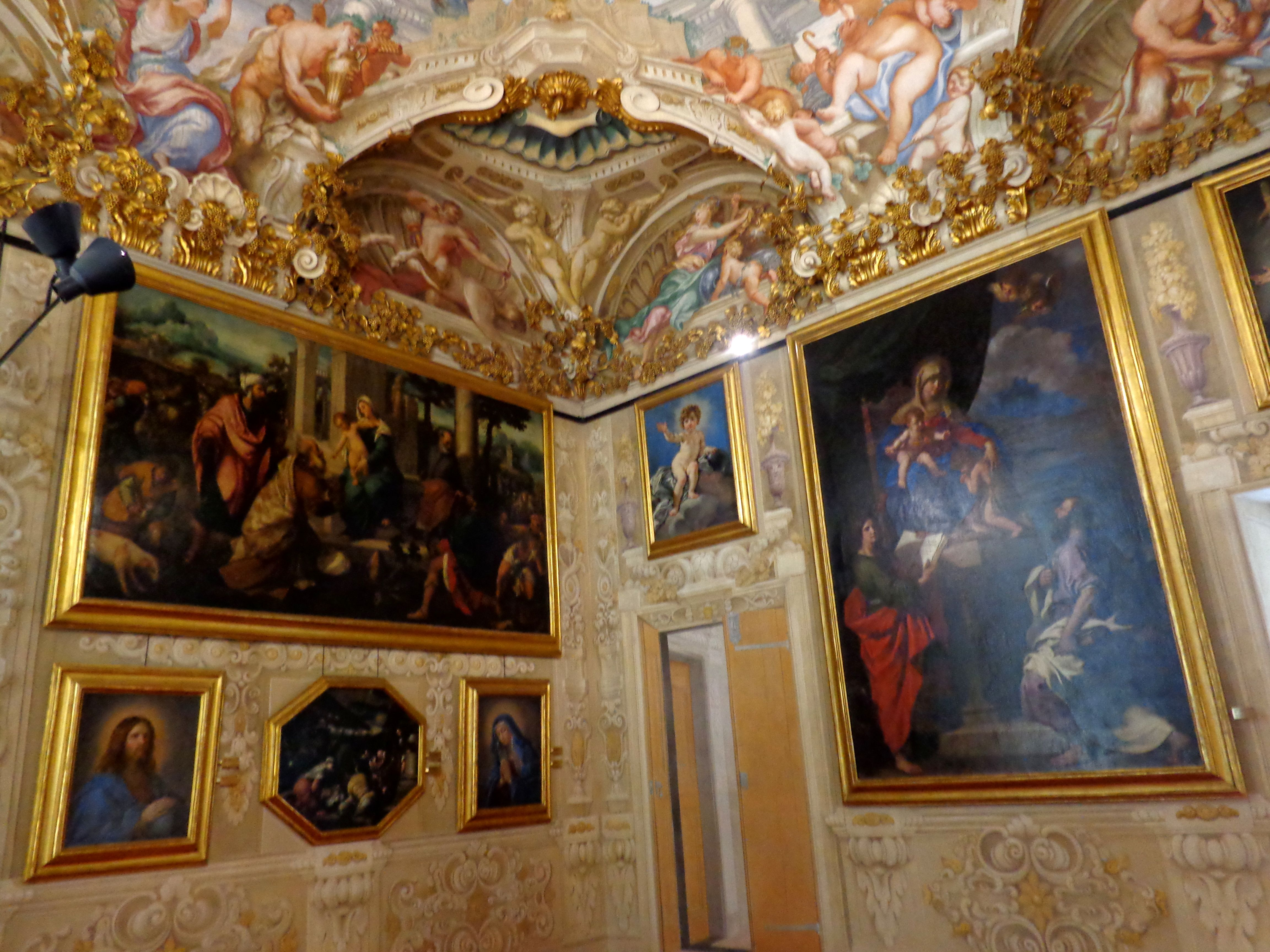
Piano nobile
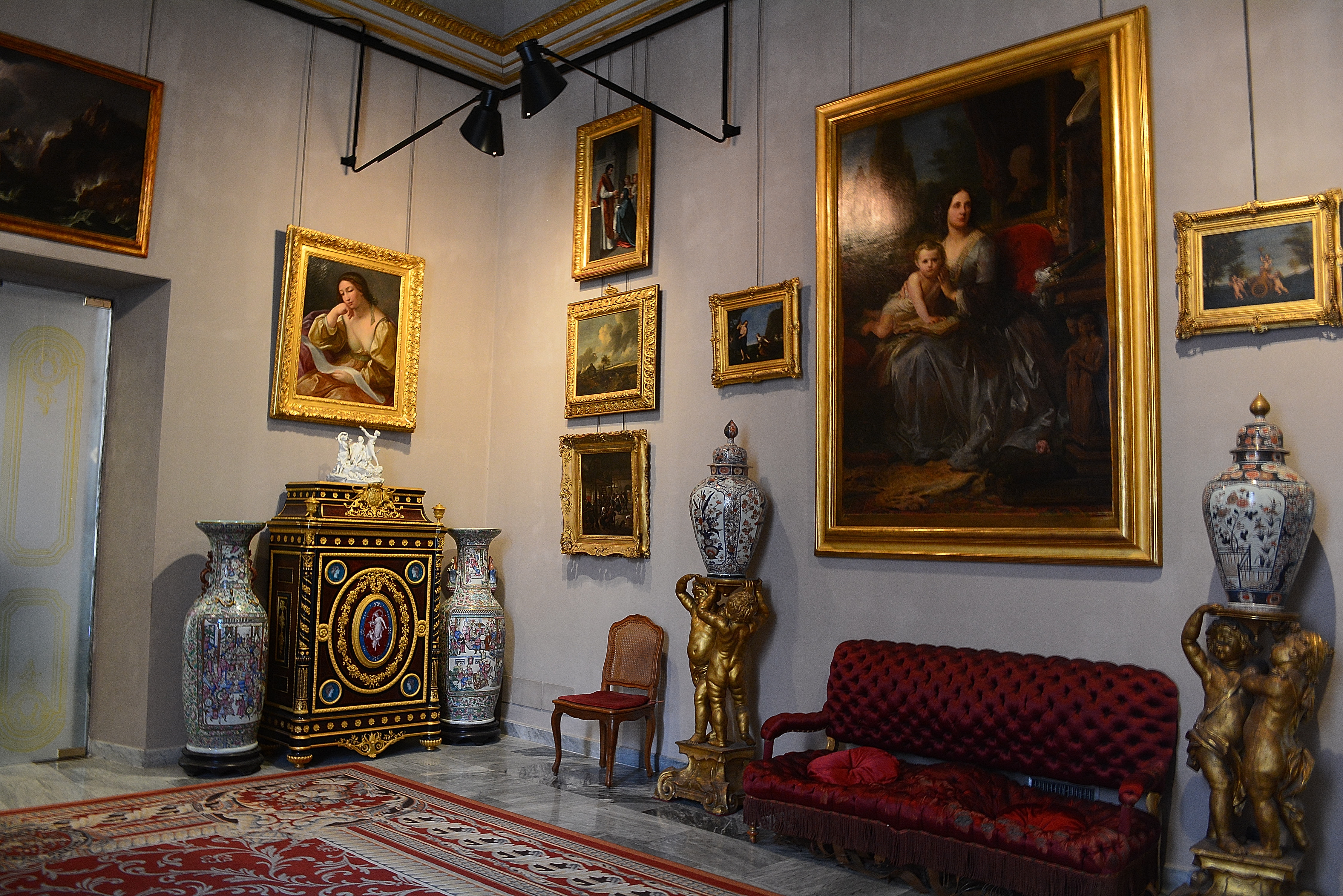
Salonik markizy
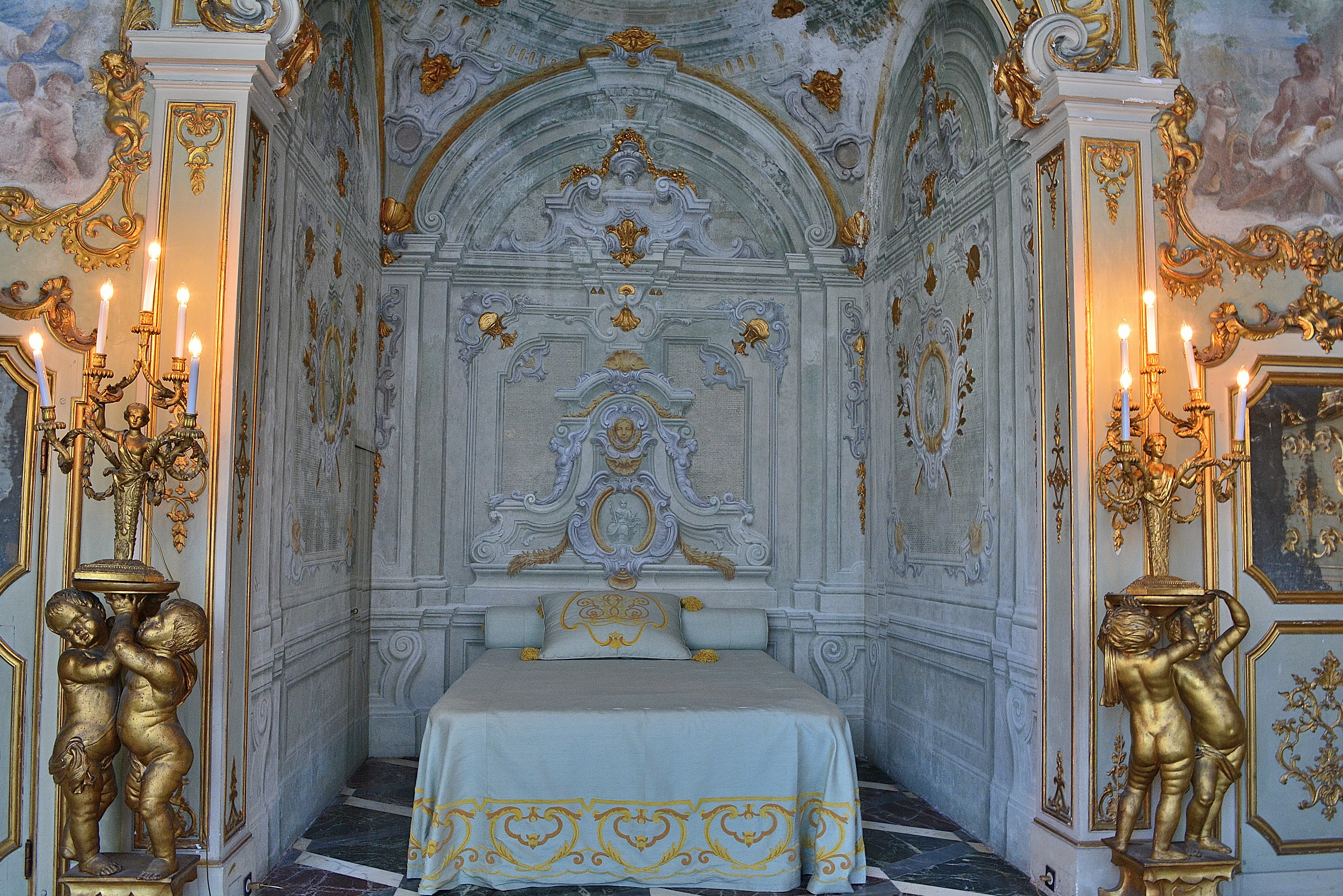
Sypialnia markizy
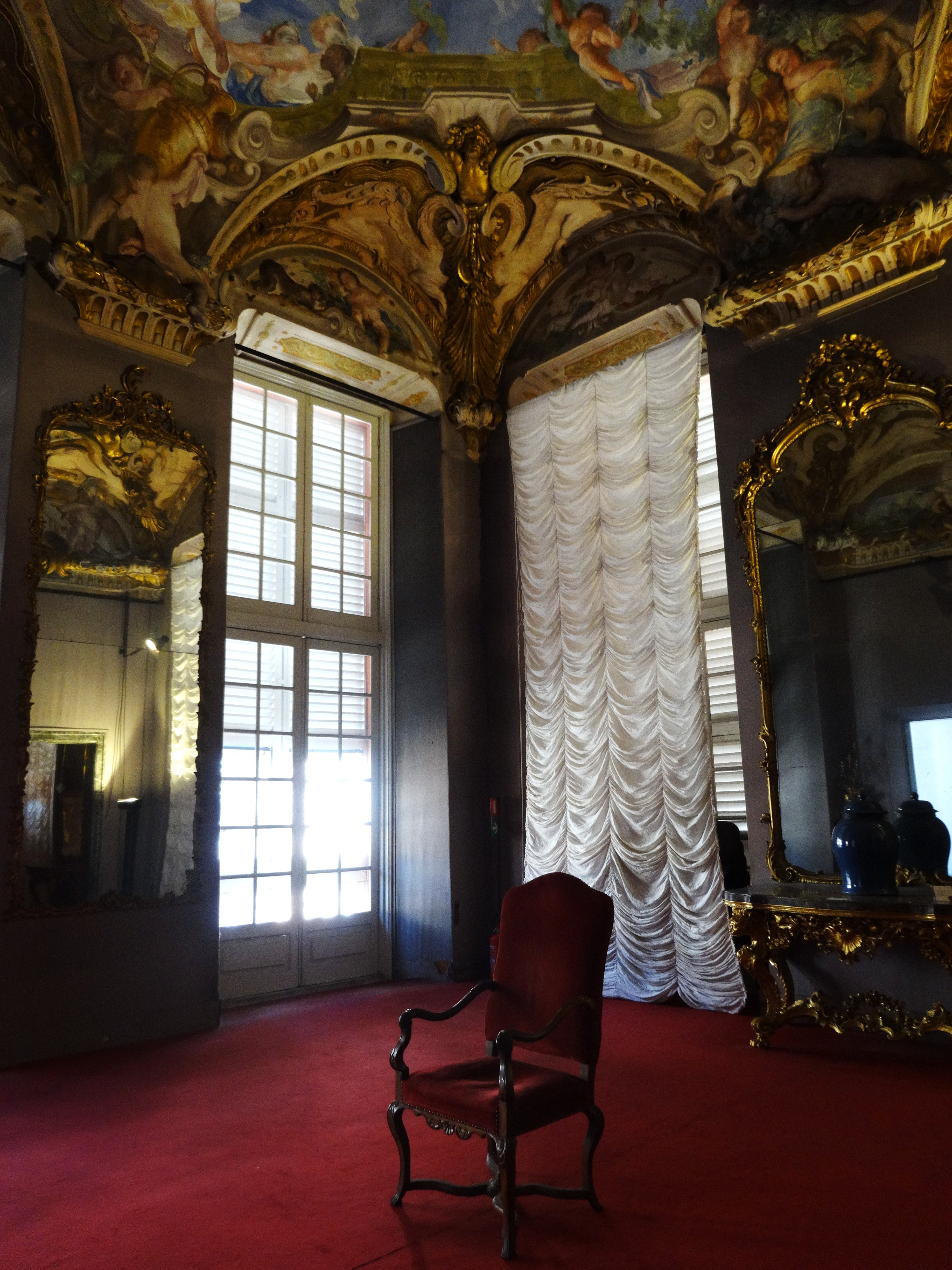
Sala z fotelem

### Obrazy

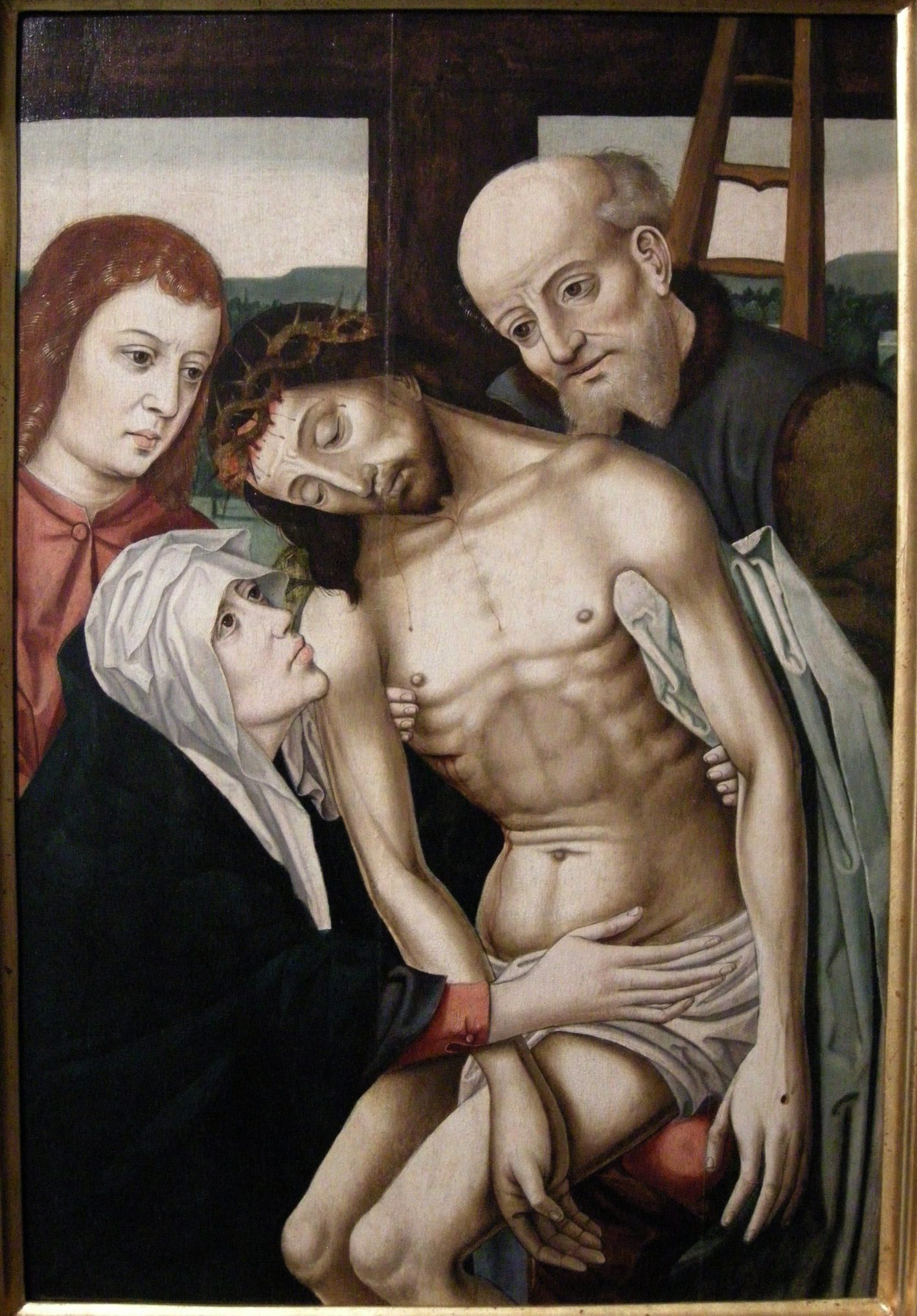
Rogier van der Weyden, Zdjęcie z krzyża
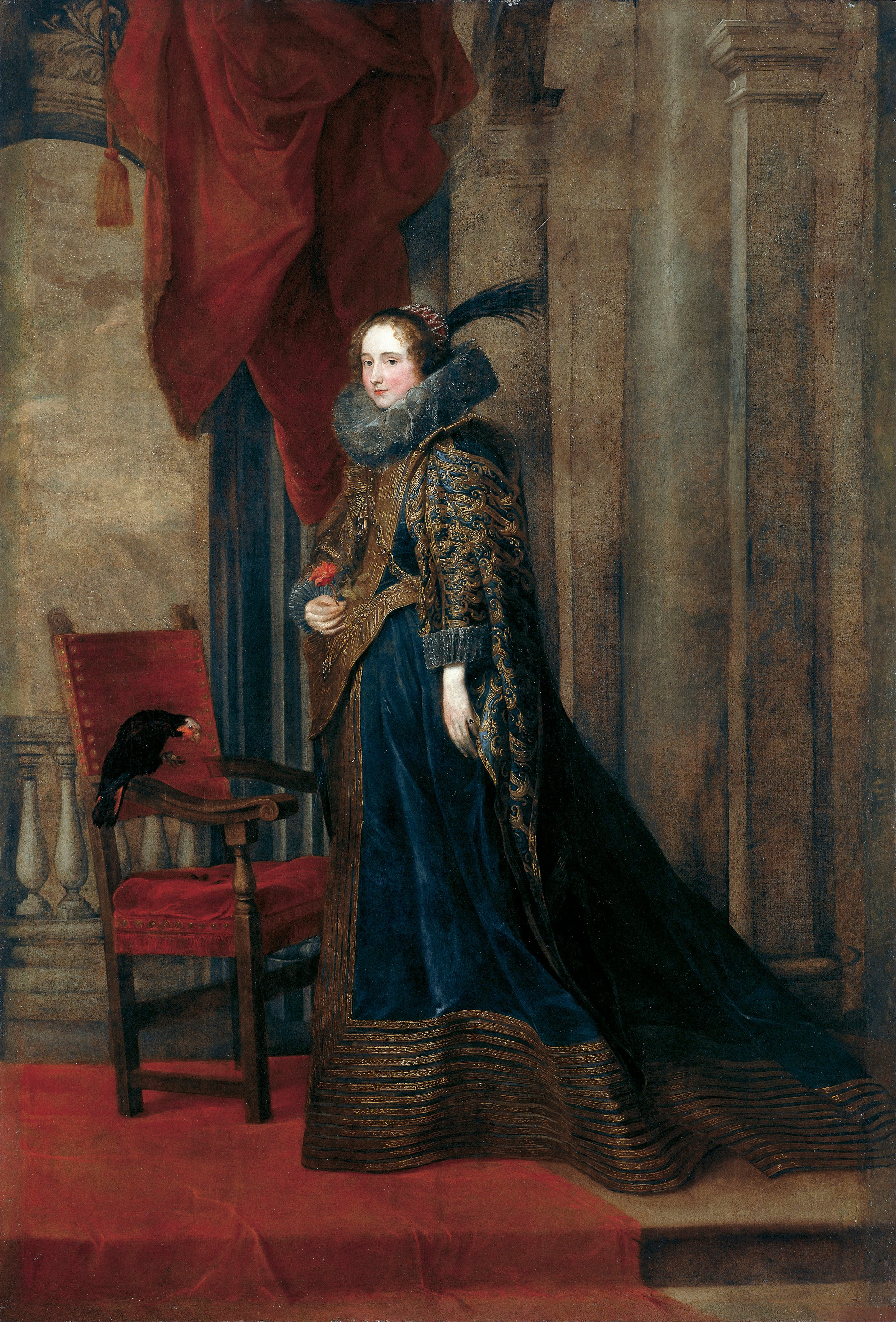
Antoon van Dyck, Paolina Adorno Brignole-Sale
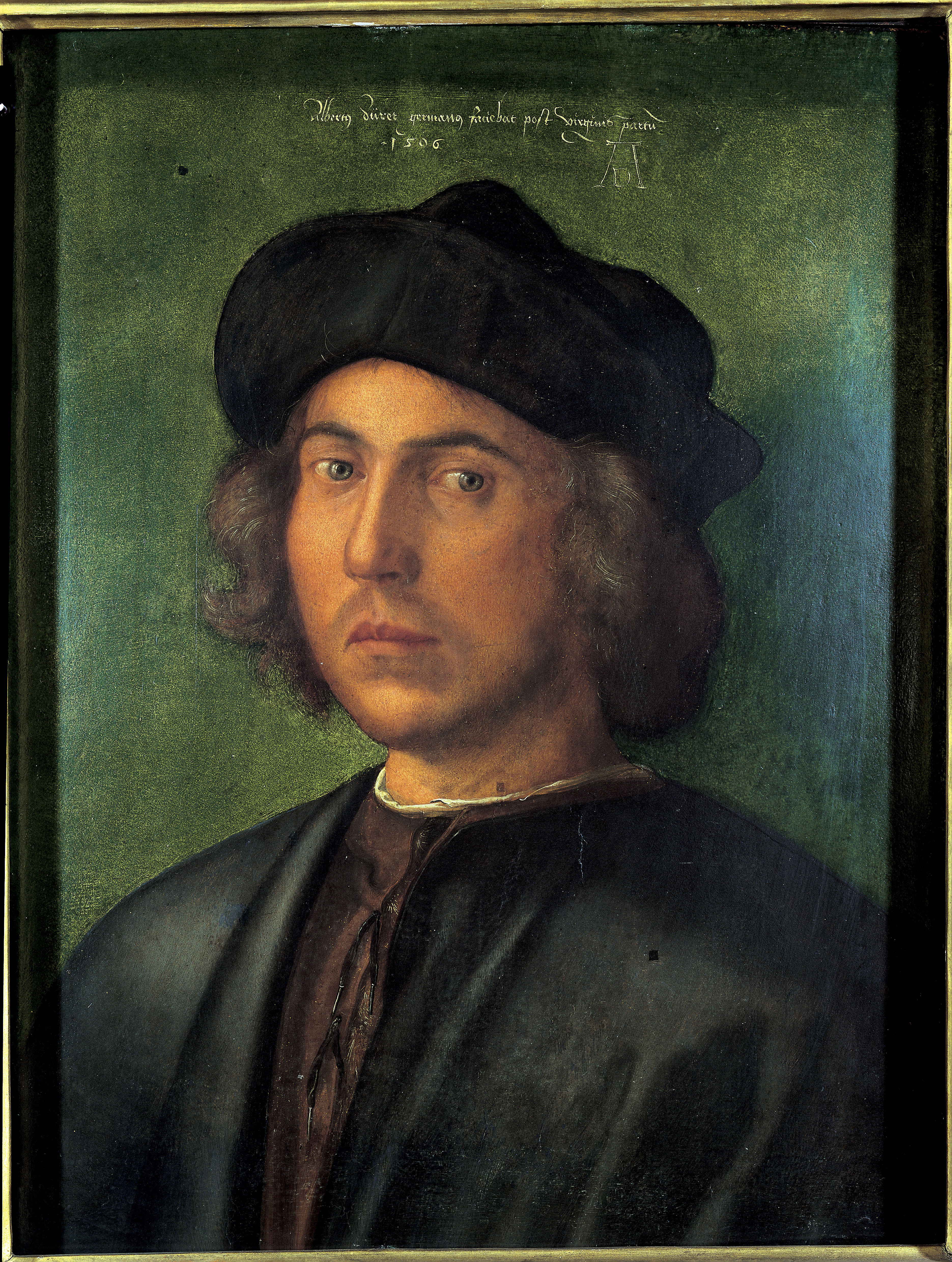
Albrecht Dürer, Portret młodzieńca
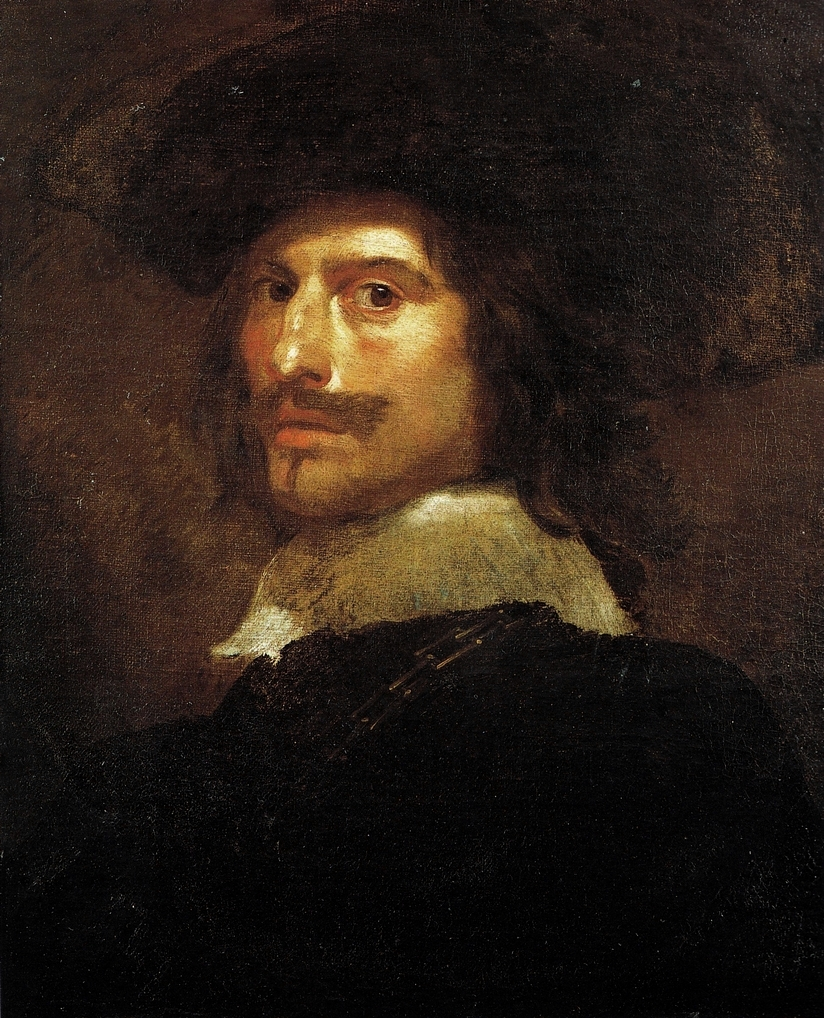
Il Grechetto, Portret Gian Lorenza Berniniego
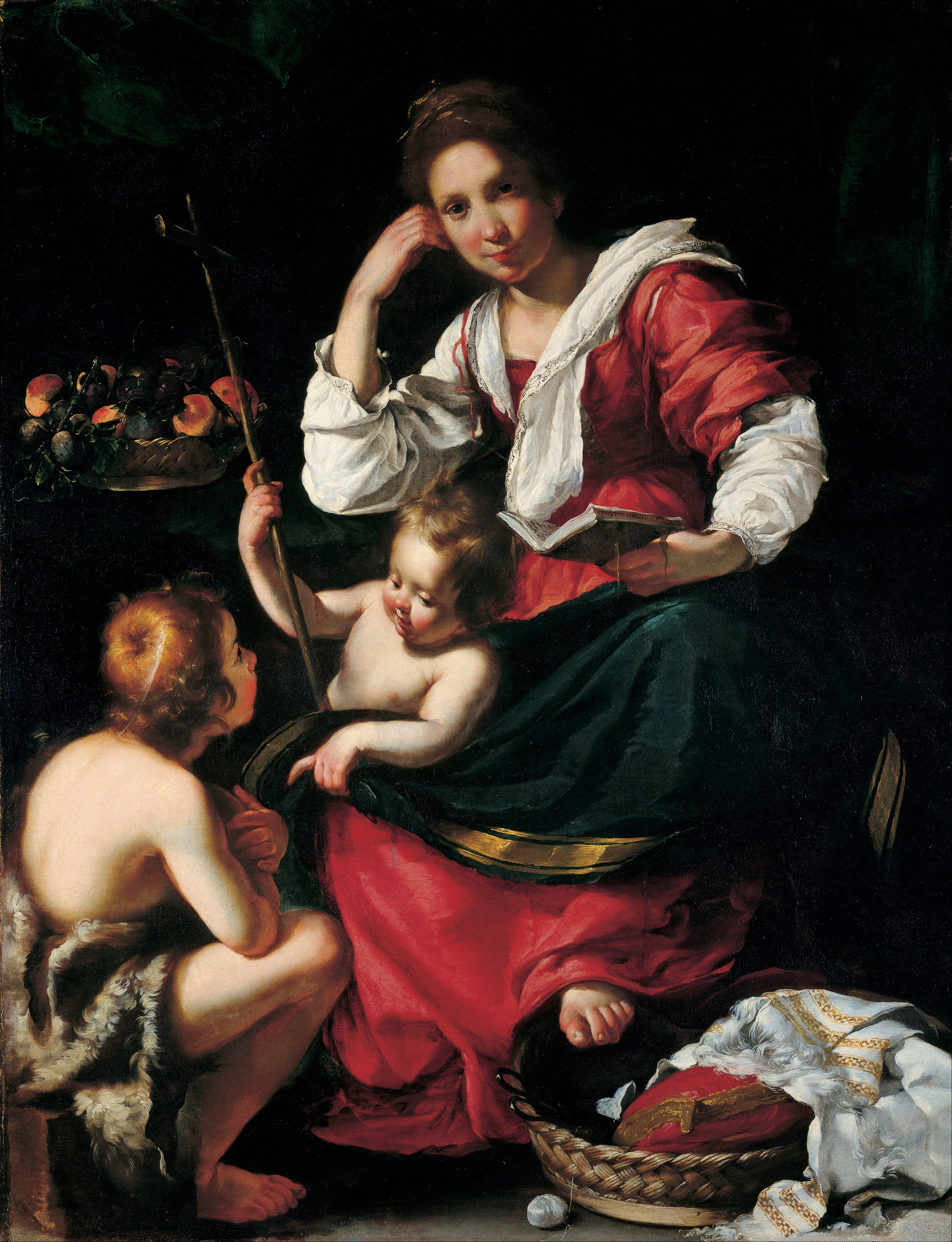
Bernardo Strozzi, Madonna z Dzieciątkiem i małym św. Janem
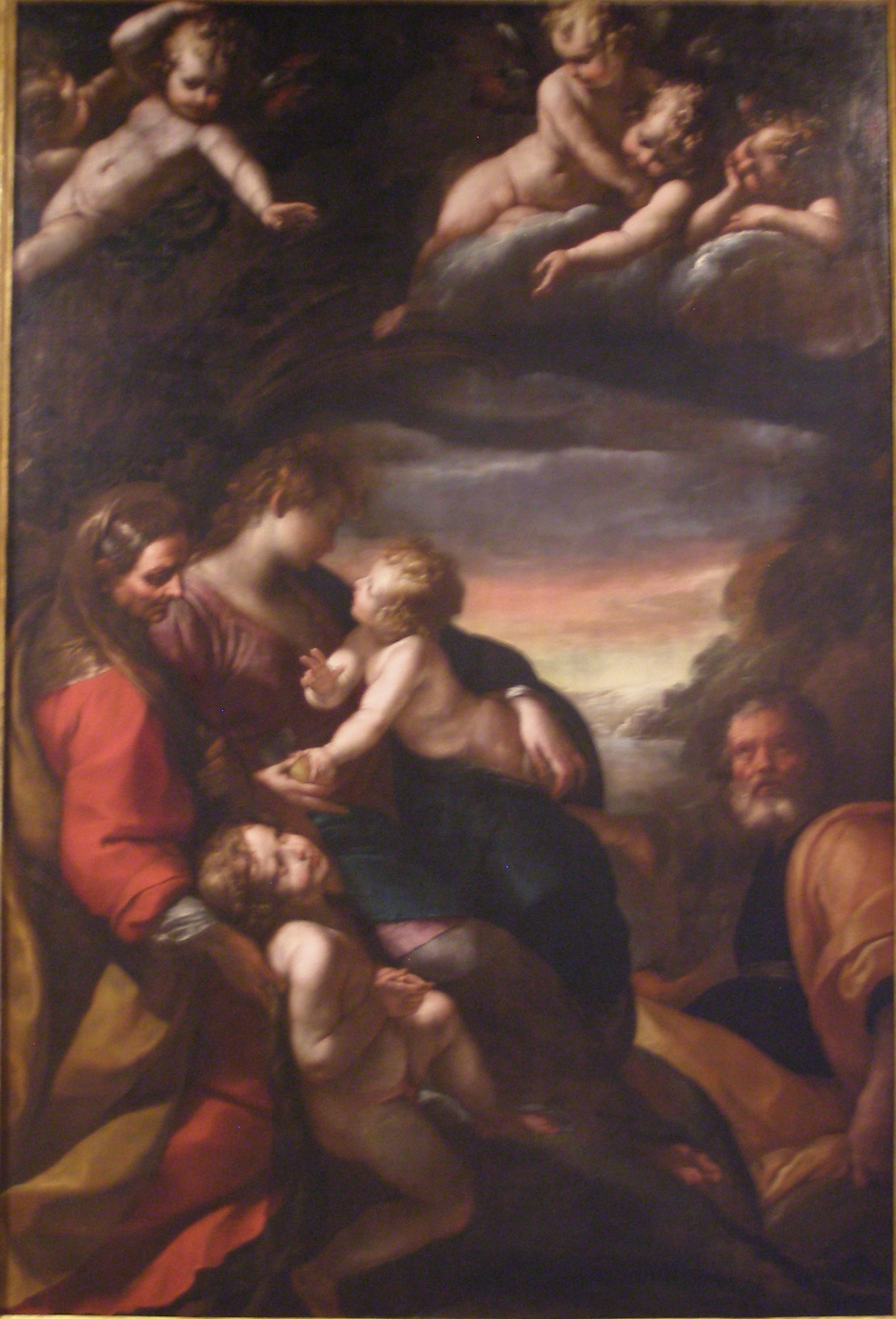
Giulio Cesare Procaccini, Święta Rodzina z małym św. Janem i św. Elżbietą
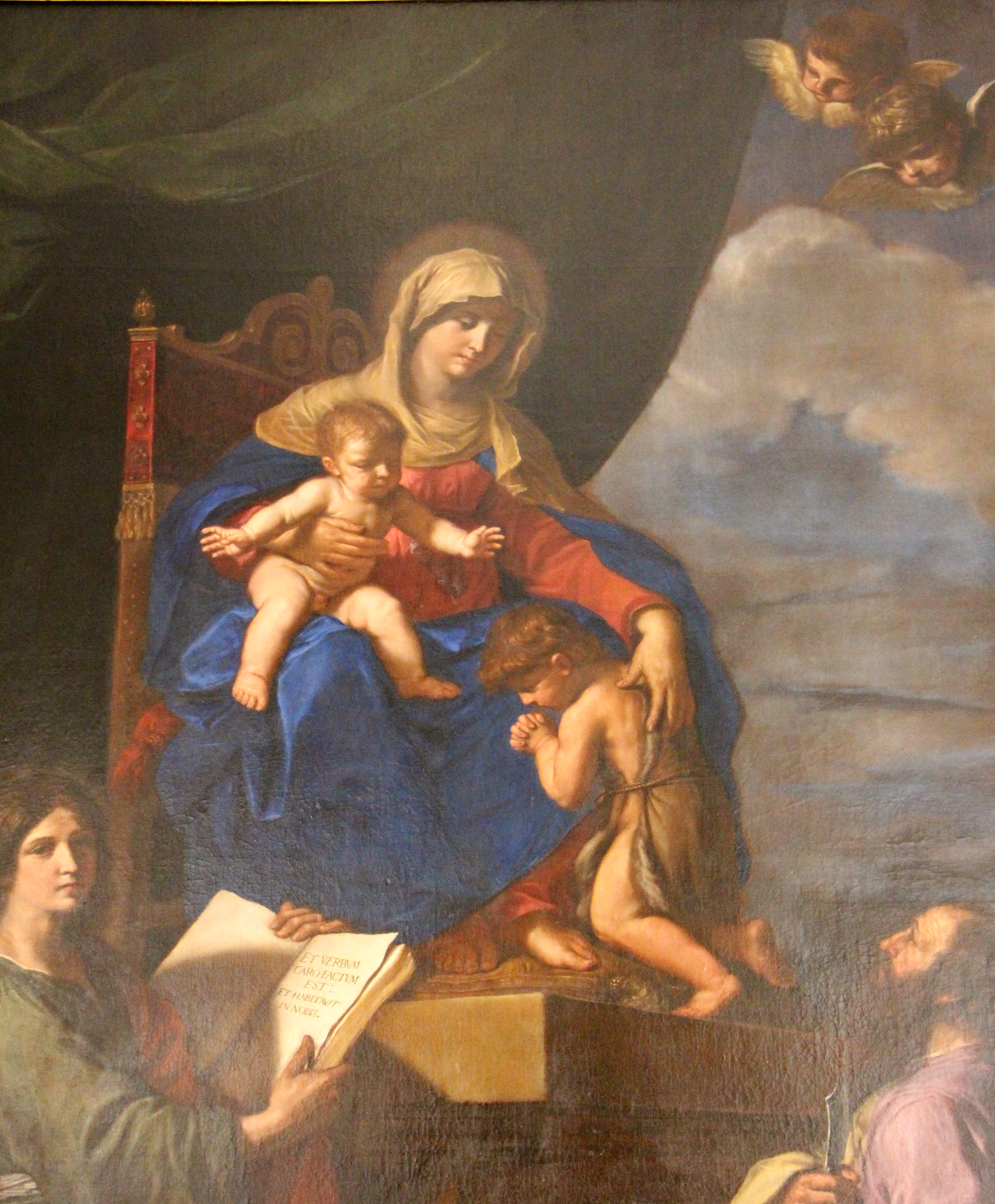
Guercino, Madonna z Dzieciątkiem i świętymi
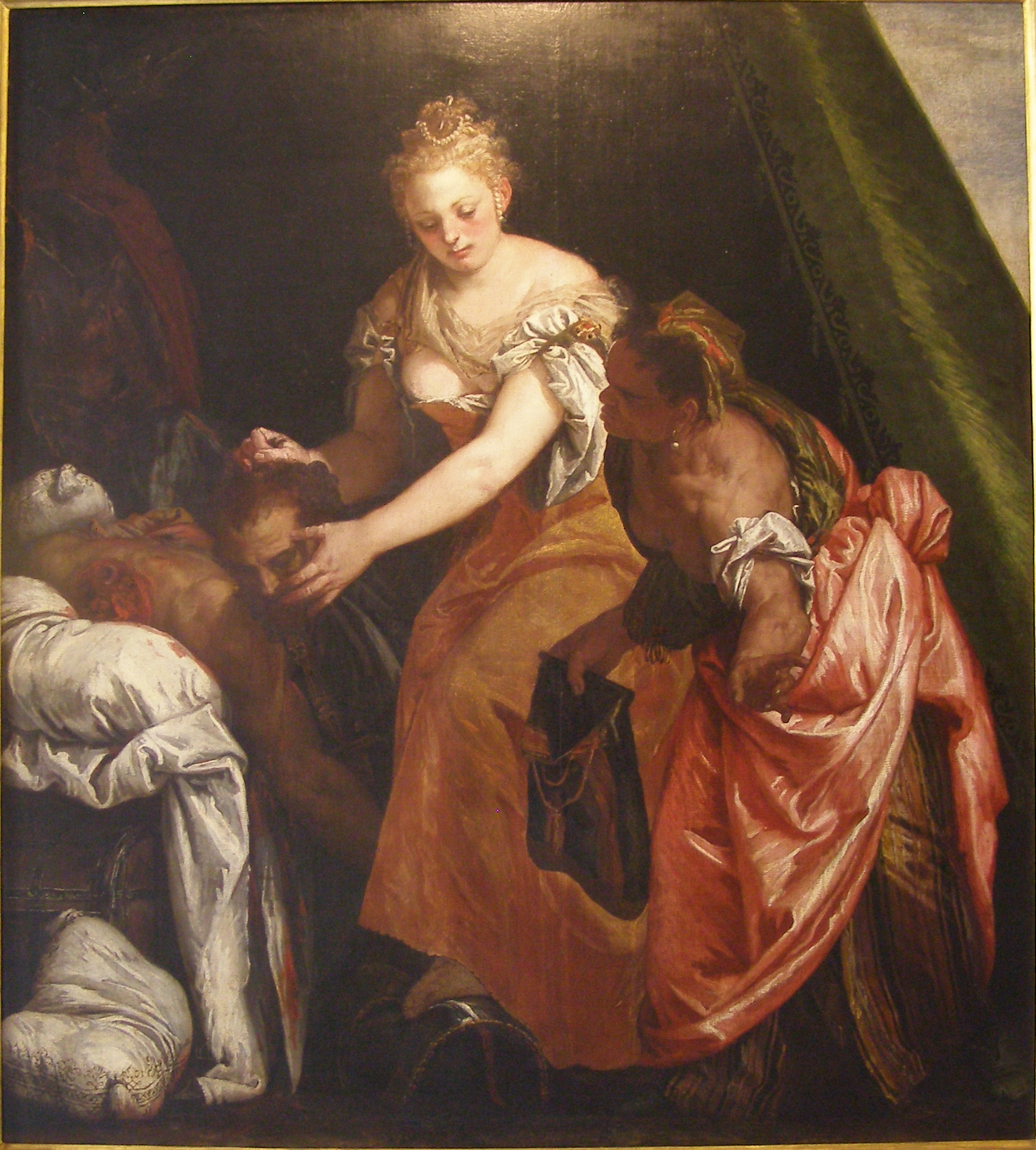
Veronese, Judyta z głową Holofernesa

### Freski

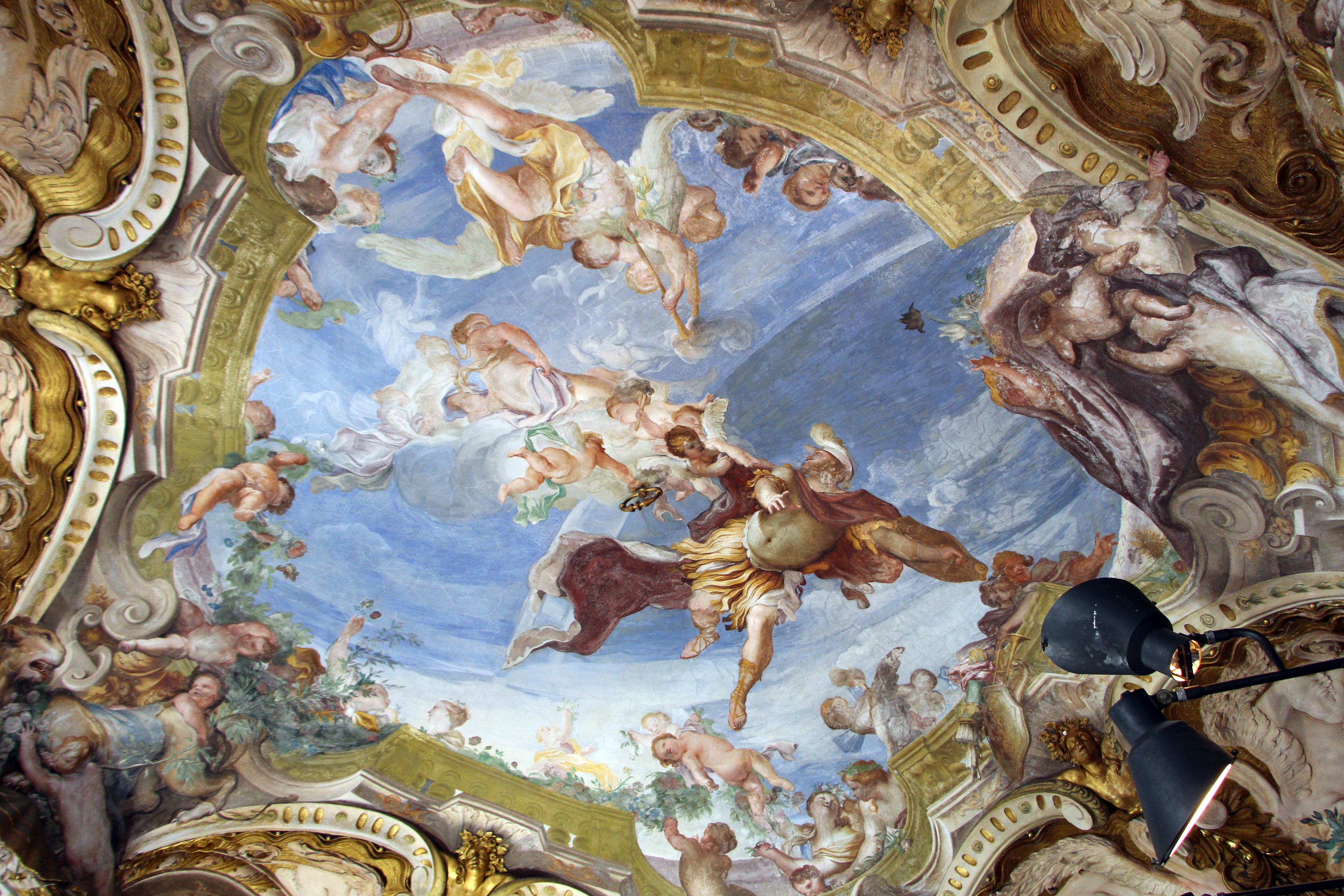
Gregorio De Ferrari, Mit wiosny
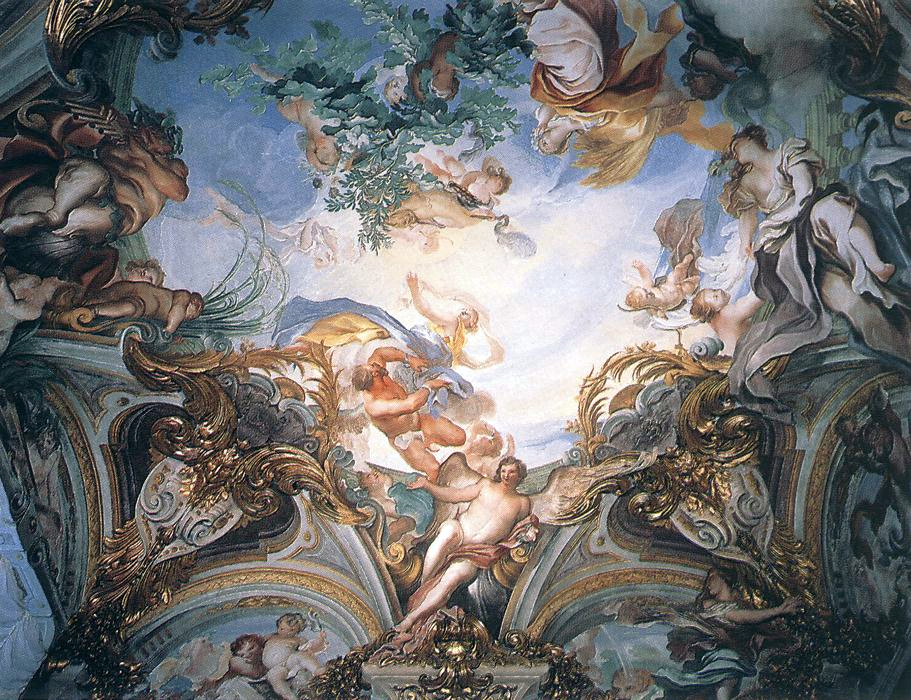
Gregorio De Ferrari, Mit lata
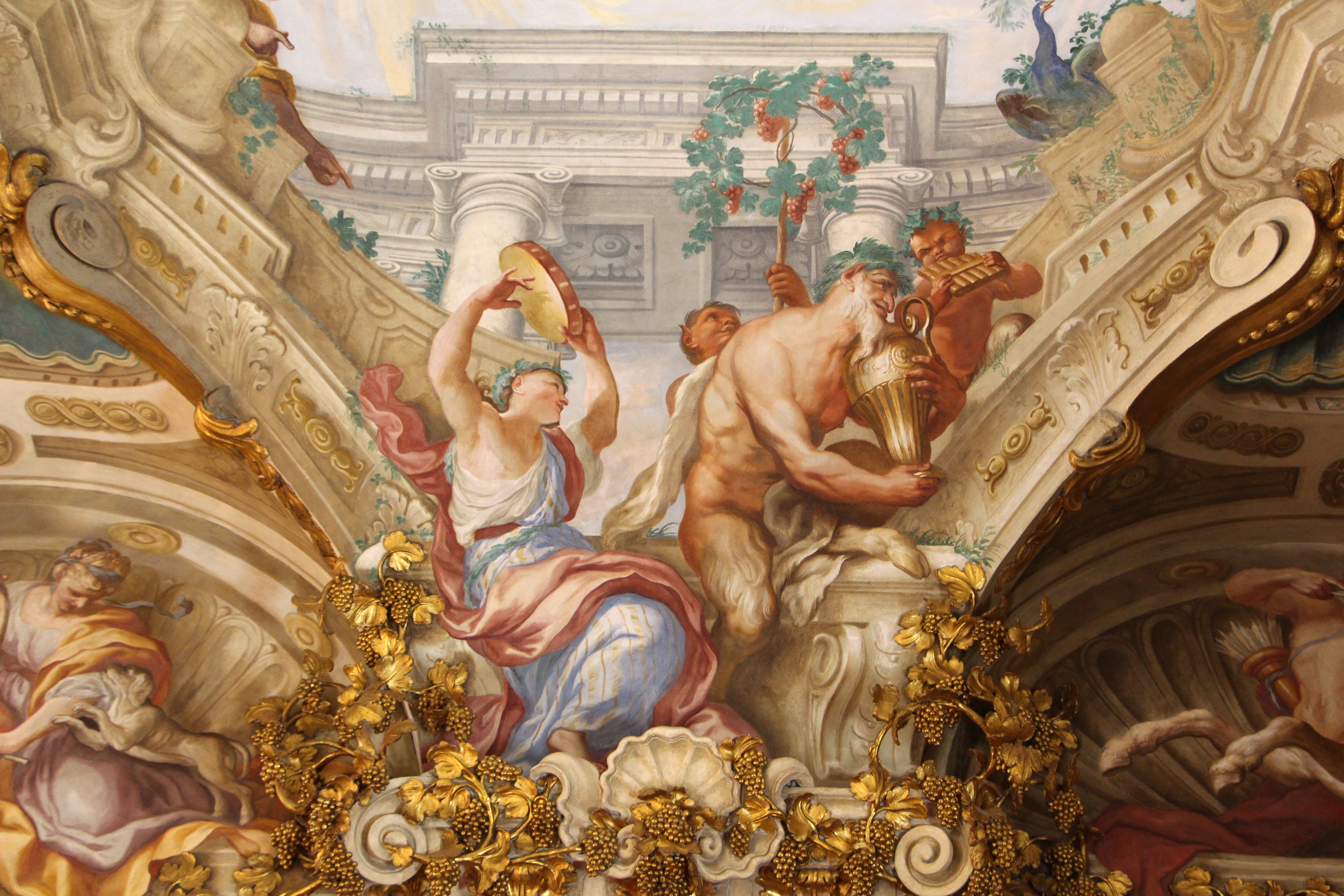
Domenico Piola, Alegoria jesieni
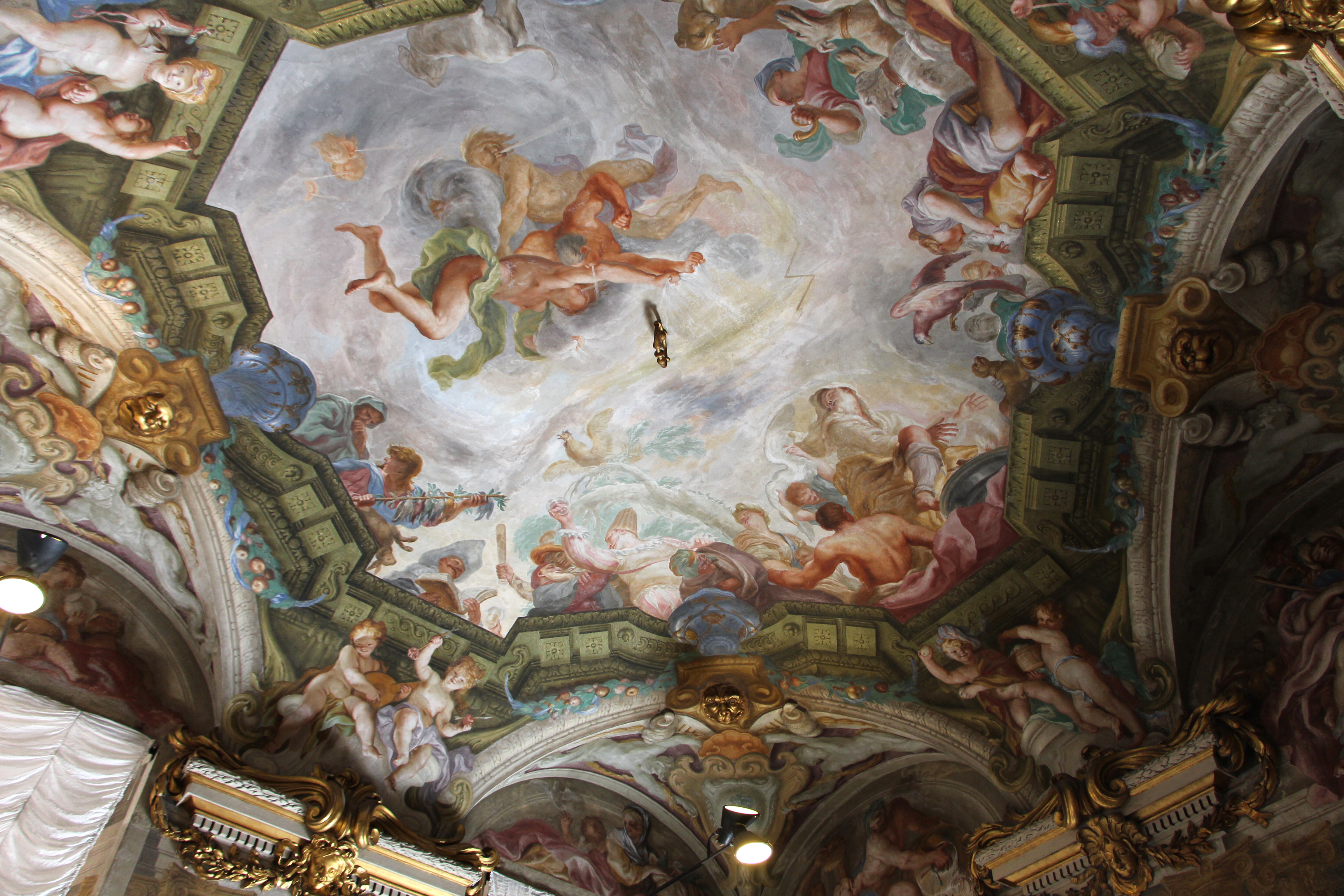
Domenico Piola, Mit zimy
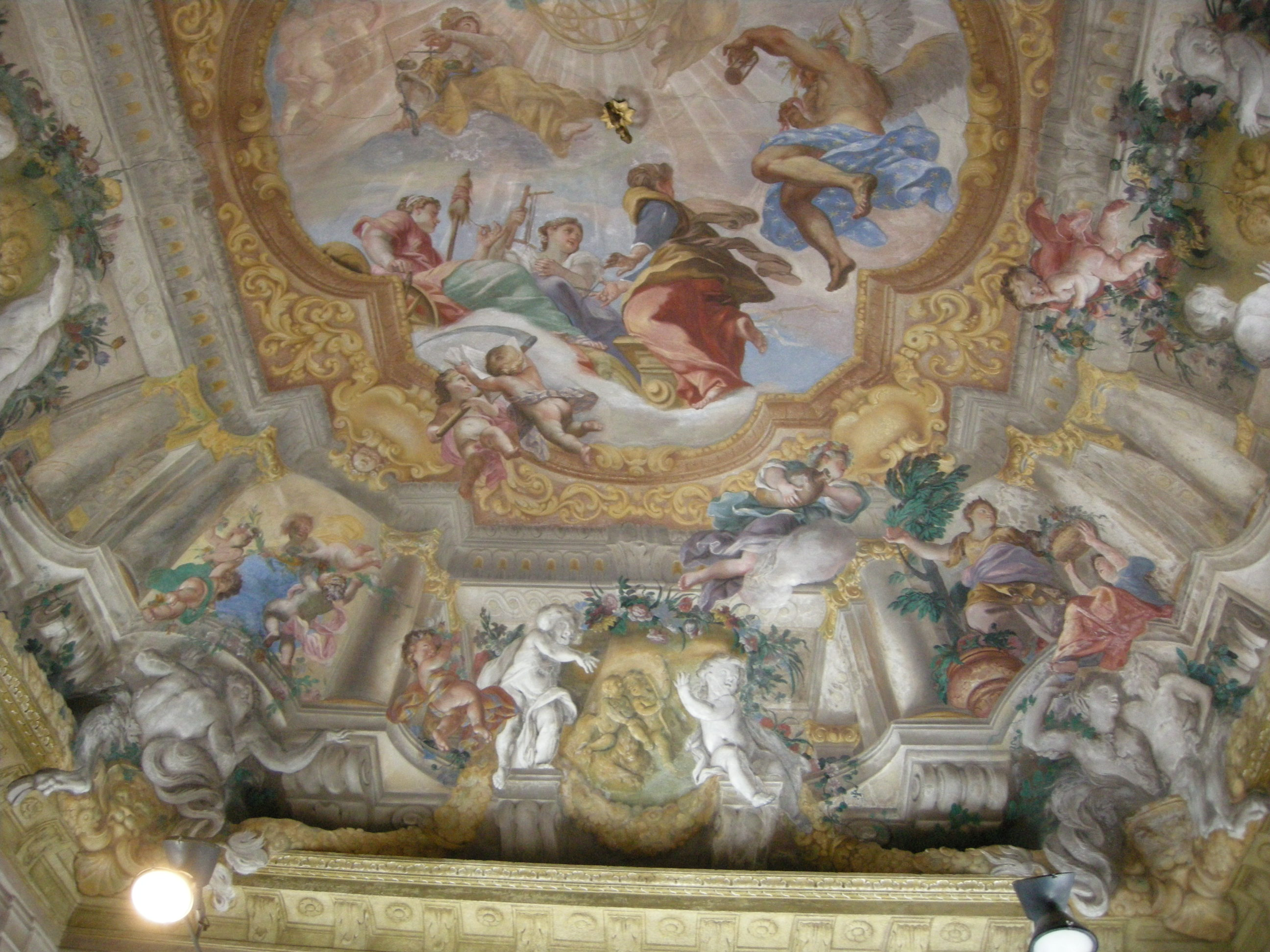
Giovanni Andrea Carlone, Życie człowieka
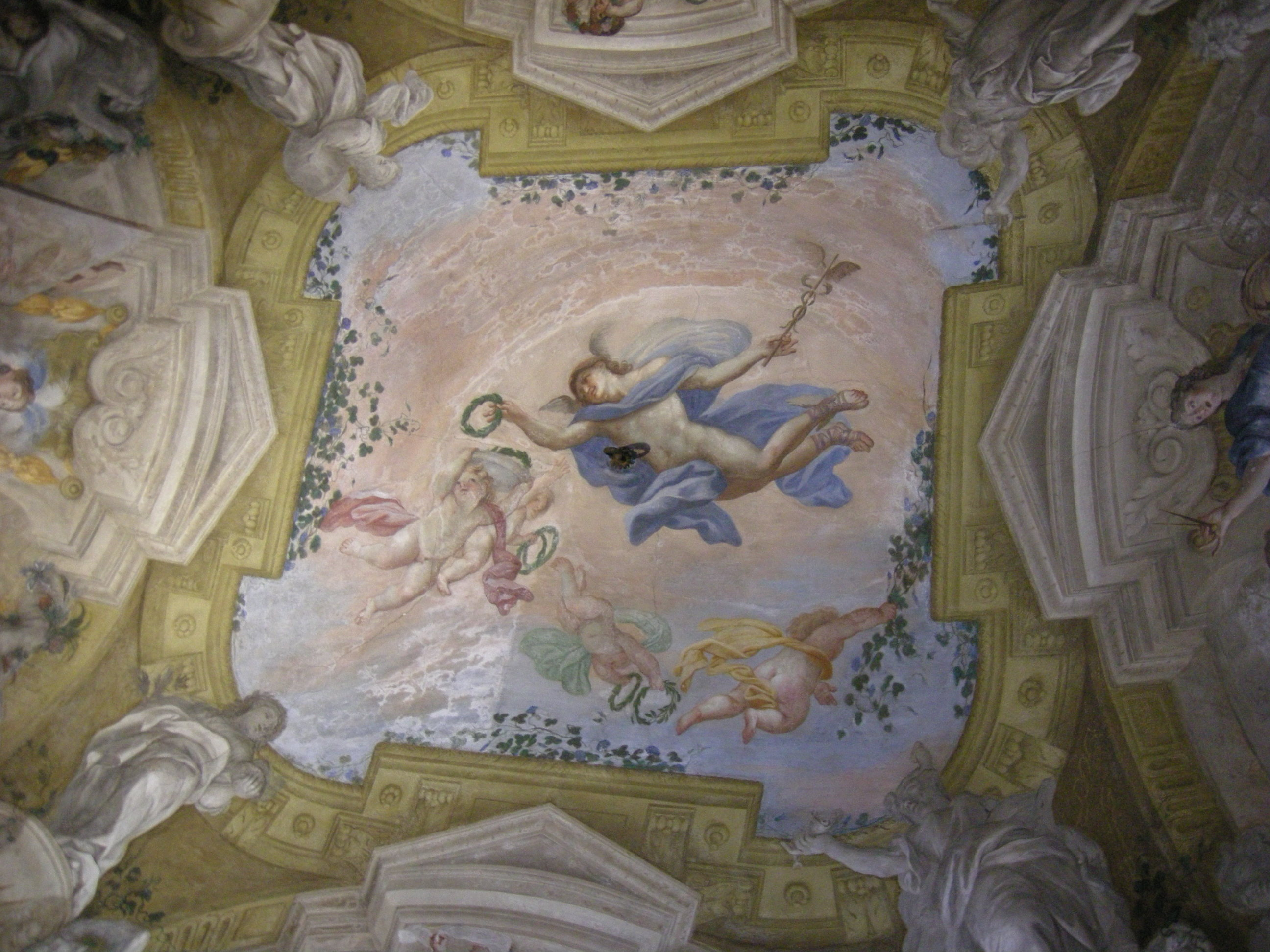
Giovanni Andrea Carlone, Sztuki wyzwolone